# Powstanie wielkopolskie

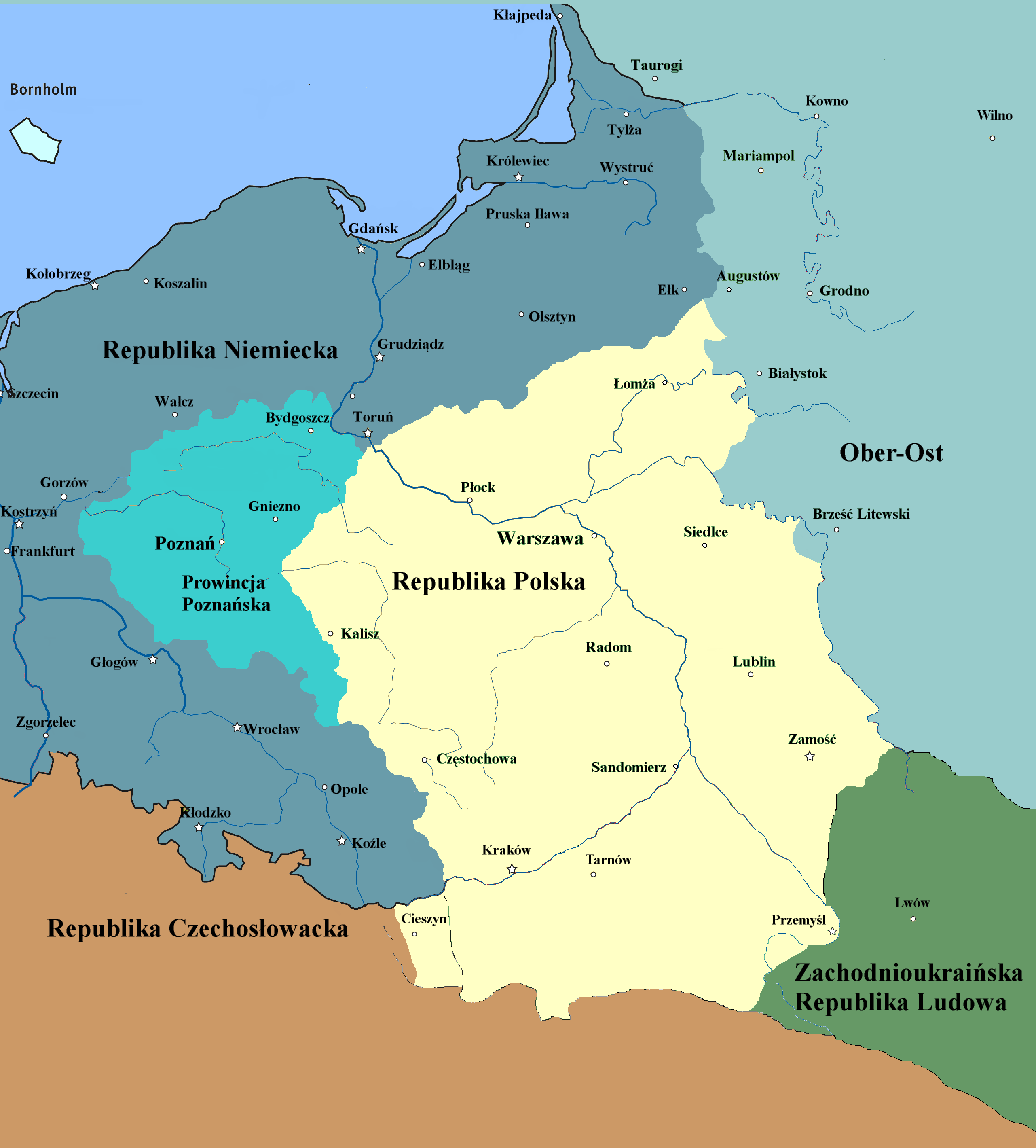
Republika Polska w połowie listopada 1918 roku, widoczna Prowincja Poznańska, która formalnie wchodziła jeszcze w skład Republiki Niemieckiej

Powstanie wielkopolskie – powstanie polskich mieszkańców Prowincji Poznańskiej przeciwko niemieckiej Republice Weimarskiej, toczące się na przełomie lat 1918–1919. Polacy domagali się powrotu ziem pozostających pod zaborem pruskim w obrębie Prowincji Poznańskiej do Polski, umacniającej już w tym czasie niepodległość.
Powstanie wielkopolskie wybuchło 27 grudnia 1918 w Poznaniu, w czasie wizyty powracającego do Polski Ignacego Jana Paderewskiego, który w drodze do Warszawy przybył 26 grudnia do Poznania, owacyjnie witany. Tego samego dnia Paderewski wygłosił przemówienie do swoich rodaków licznie zgromadzonych przed hotelem Bazar. Nazajutrz, 27 grudnia, swoją paradę wojskową na Świętym Marcinie urządzili Niemcy – zrywano polskie i koalicyjne flagi, napadano na polskie instytucje – doszło do zamieszek, w wyniku których wywiązała się walka, podjęta następnie przez oddziały kierowane przez Polską Organizację Wojskową Zaboru Pruskiego.
Powstańcy w krótkim czasie opanowali całą Prowincję Poznańską z wyjątkiem jej północnych (Bydgoszcz, Piła) i południowo-zachodnich (Leszno, Rawicz) obrzeży. Powstanie zakończyło się 16 lutego 1919 roku rozejmem w Trewirze, który rozszerzał na front powstańczy zasady rozejmu w Compiègne z 11 listopada 1918 kończącego I wojnę światową.
Szacuje się, że w bitwie o Ławicę (1919) zdobyto największy łup wojenny w tysiącletniej historii polskiego oręża (sprzęt lotniczy o wartości 160–200 milionów marek, w tym ponad 300 samolotów).

## Geneza

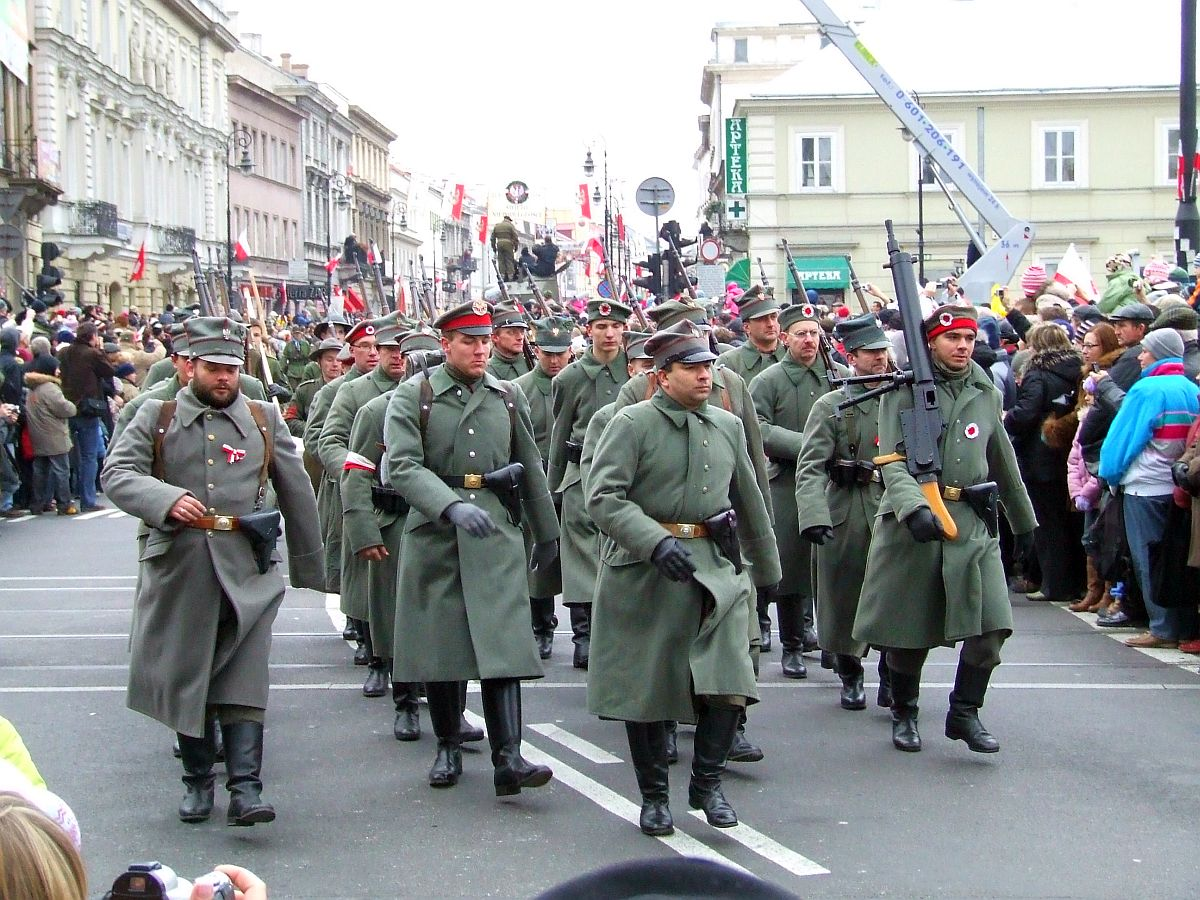
Powstańcy wielkopolscy – rekonstrukcja, obchody Święta Niepodległości w Warszawie, 2007

W wyniku rozbiorów Polski zachodnie ziemie polskie znalazły się w rękach pruskich. W czasie wojen napoleońskich Wielkopolska weszła w skład Księstwa Warszawskiego, jednak gdy Napoleon Bonaparte został pokonany, kongres wiedeński z 1815 roku przyznał Prusom Gdańsk, departament bydgoski i zachodnią część departamentu kaliskiego. W ten sposób władze pruskie stworzyły tzw. Prusy Zachodnie i Wielkie Księstwo Poznańskie. Od Królestwa Polskiego oddzielała Wielkie Księstwo rzeka Prosna.
Początkowo Polacy mieli w granicach Wielkiego Księstwa Poznańskiego stosunkowo dużą autonomię. 15 maja 1815 roku król pruski, Fryderyk Wilhelm III ogłosił patent okupacyjny, w którym zagwarantował równouprawnienie języka polskiego i niemieckiego oraz dopuścił Polaków do urzędów państwowych. Okres tej w miarę dobrej sytuacji ludności polskiej nazywany był „erą pojednania”. Wkrótce jednak rozpoczęły się dążenia do centralizacji władzy państwowej oraz napływ ludności niemieckiej na ziemie Wielkopolski. Zainicjowano też germanizację ludności polskiej. Wielkie Księstwo Poznańskie traktowano jak jedną z prowincji, zapominając o gwarantowanym jeszcze niedawno specjalnym statusie autonomicznym. Sytuację Polaków pogarszała jeszcze współpraca prowadzona przez państwa zaborcze – represje ogarnęły tych mieszkańców Wielkopolski, którzy wzięli udział w powstaniu listopadowym w 1830 roku, a później także w wystąpieniach rewolucyjnych podczas Wiosny Ludów. Wielkie Księstwo Poznańskie przestało istnieć 5 grudnia 1848, gdy w konstytucji Prus zmieniono jego nazwę na Prowincja Poznańska, nie wspominając jednocześnie o jego autonomii.
     Prowincja Poznańska Królestwa Prus
     Królestwo Prus
     Inne kraje Rzeszy

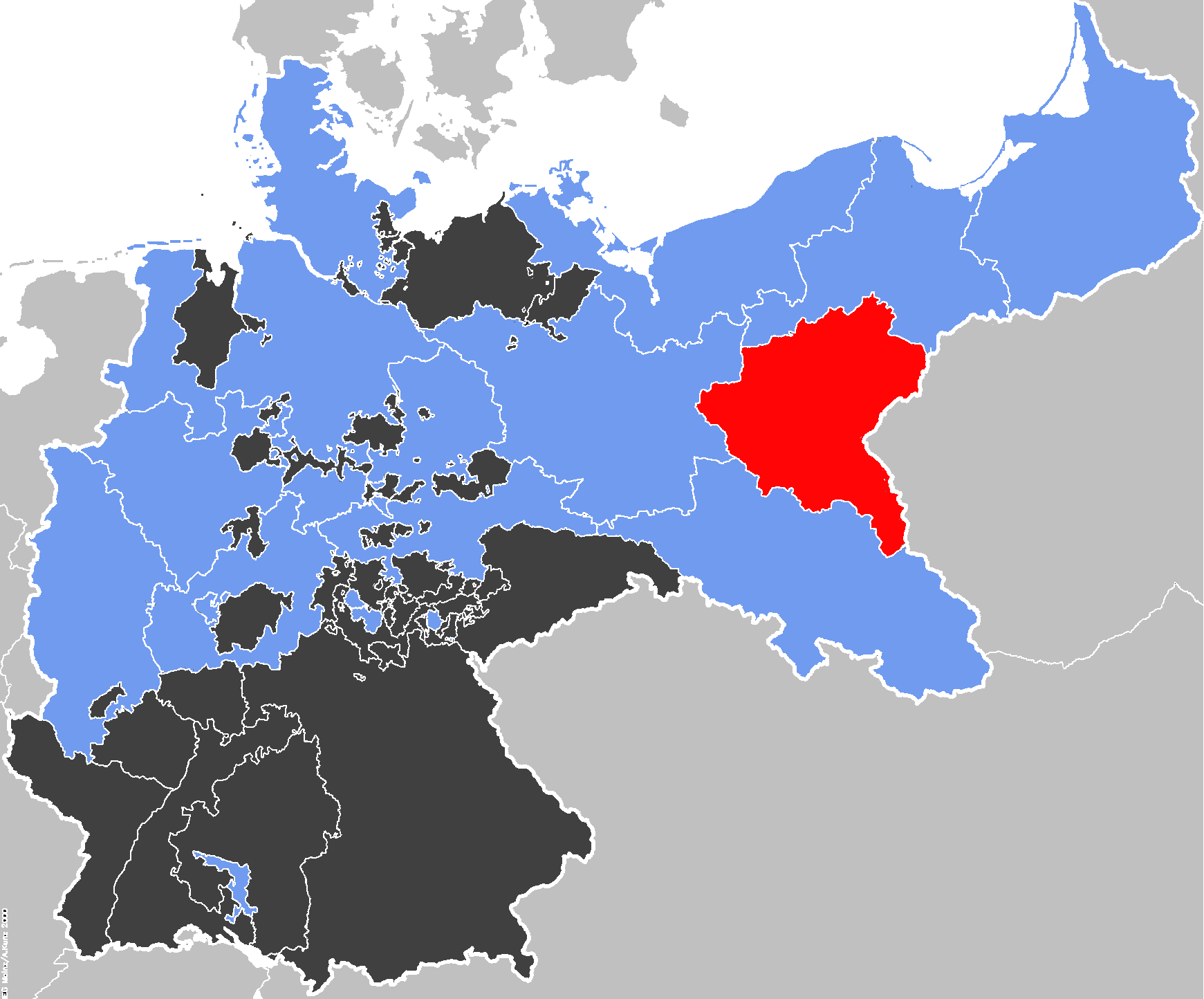
Prowincja Poznańska Królestwa Prus
Królestwo Prus
Inne kraje Rzeszy

Sytuacja pogorszyła się jeszcze po zjednoczeniu Niemiec. Jak pisał Antoni Czubiński: 

Do 1870 roku Polacy wchodzili w skład jednego z wielu dynastycznych państw niemieckich. Z chwilą zjednoczenia weszli w skład jednolitego narodowo państwa niemieckiego, stali się zwalczaną przez większość mniejszością narodową. Procesy germanizacyjne uległy dalszemu zaostrzeniu.

 Bismarck zwalczał Kościół katolicki, polski ruch narodowy i ruch robotniczy. Jednocześnie silny rozwój przemysłowy kraju oznaczał odpływ ludności ze wsi do miast (Landflucht) i ze wschodu na zachód (Ostflucht) – w większości zjawiska te dotyczyły ludności niemieckiej. Spotkało się to z kontrakcją rządu niemieckiego, uderzającą głównie w Polaków. Jej przejawem były np. rugi pruskie, czy powołanie Komisji Kolonizacyjnej, wykupującej ziemię w celu osadzania na niej osób narodowości niemieckiej.
Aby przeciwdziałać tej działalności, Polacy organizowali się w stowarzyszeniach nie tylko oświatowych, spółdzielczych, samopomocowych, gospodarczych, ale także i politycznych. W tych ostatnich odnaleźć można było przedstawicieli wielu nurtów, ale dominowała orientacja endecka i katolicka. Legalną działalność prowadziły także stowarzyszenia sportowe i skautingowe, takie jak poznański „Sokół” czy „Skaut”, które przeprowadzały tajne szkolenia wojskowe, a nawet czasem zalecały swoim członkom wstępowanie do armii pruskiej w celu zdobywania przeszkolenia wojskowego. Polacy w owym okresie byli tak doskonale zorganizowani, że Niemcy uznali, że posiadają oni własny konspiracyjny rząd, na czele którego widzieli księdza Stanisława Adamskiego.

### I wojna światowa

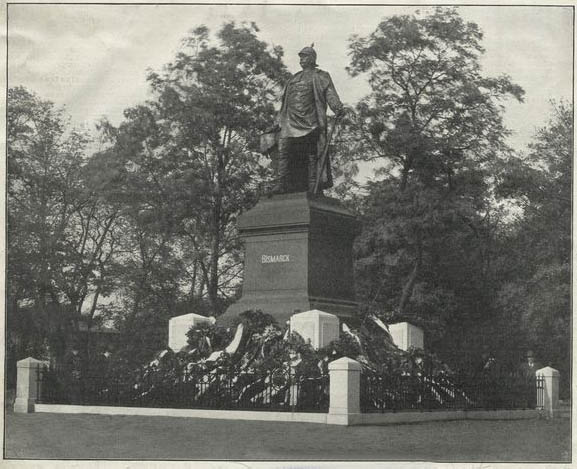
Pomnik Ottona von Bismarcka w Poznaniu na początku XX wieku

Rozpoczęcie działań zbrojnych I wojny światowej ożywiło nadzieje Polaków na szybkie odzyskanie niepodległości. Po raz pierwszy państwa zaborcze walczyły przeciwko sobie, a nie w tym samym obozie. W czasie wojny, gdy perspektywa wkroczenia wojsk rosyjskich na tereny Wielkopolski stała się całkiem realna, część drużyn „Sokoła” i „Skauta” przeformowano w grupy „bojowo-niepodległościowe”. Na ich czele stanęli Karol Rzepecki, Wincenty Wierzejewski i Stanisław Nogaj. Pomimo takich działań, w armii niemieckiej znalazło się ok. 700 tys. Polaków z poboru. Byli oni żołnierzami, rzadko podoficerami. Niemcy w tym okresie nie dopuszczali Polaków do stopni oficerskich. W styczniu 1916 powstał Tajny Międzypartyjny Komitet Obywatelski skupiający polskich posłów do niemieckiego Reichstagu.
5 listopada 1916 roku w Warszawie ogłoszono akt obu cesarzy (niemieckiego i austro-węgierskiego), który zapowiadał utworzenie w przyszłości na terenach zabranych Rosji, samodzielnego państwa polskiego. Oświadczenie to spotkało się jednak z chłodnym przyjęciem przez Polaków z Wielkopolski – nie było w nim ani słowa o ich ziemiach. M.in. 11 listopada w Lozannie odrzucili go politycy skupieni wokół Romana Dmowskiego. Wielkopolanie przejawiali postawę niechętną Niemcom, wyczekując na odpowiedni moment do rozpoczęcia własnych działań. Jednocześnie wielu Polaków uchylało się od służby w wojsku niemieckim lub też pozorowało różne choroby, aby uniknąć służby lub ją zakończyć. Większość z nich wzięła później udział w powstaniu.

Po zawarciu 3 marca 1918 pokoju przez państwa centralne z Rosją w Brześciu nad Bugiem (traktat brzeski), polskie organizacje paramilitarne działające na terenie Wielkopolski zdelegalizowano, a ich członkowie przeszli do podziemia. 15 lutego 1918 roku w Poznaniu założono propiłsudczykowską Polską Organizację Wojskową (POW) dla zaboru pruskiego. Na jej czele stanął Wierzejewski. W lipcu 1918 roku na terenie zaboru pruskiego powstała natomiast sieć lokalnych Komitetów Obywatelskich. W tym samym roku, 11 października, polskie organizacje działające w Rzeszy wydały wspólny komunikat opowiadający się jawnie za niepodległością: 

Tylko zjednoczenie wszystkich części narodu osiadłych na ziemiach polskich w jedną całość, wyposażoną w pełnię praw państwowych, stanowić może rękojmię trwałego przymierza narodów. W tej chwili rozstrzygającej o naszej przyszłości naród cały na całym obszarze ziem polskich we wszystkich swych warstwach, wspólną opromieniony myślą, tworzy jeden wielki, zwarty a solidarny obóz narodowy. My, Polacy w dzielnicy pruskiej, stwierdzamy tę zgodę i zwartość podpisami wszystkich bez wyjątku istniejących stronnictw polskich oraz całej prasy, jako wyrazicielki opinii publicznej.

### Rewolucja listopadowa 1918 roku

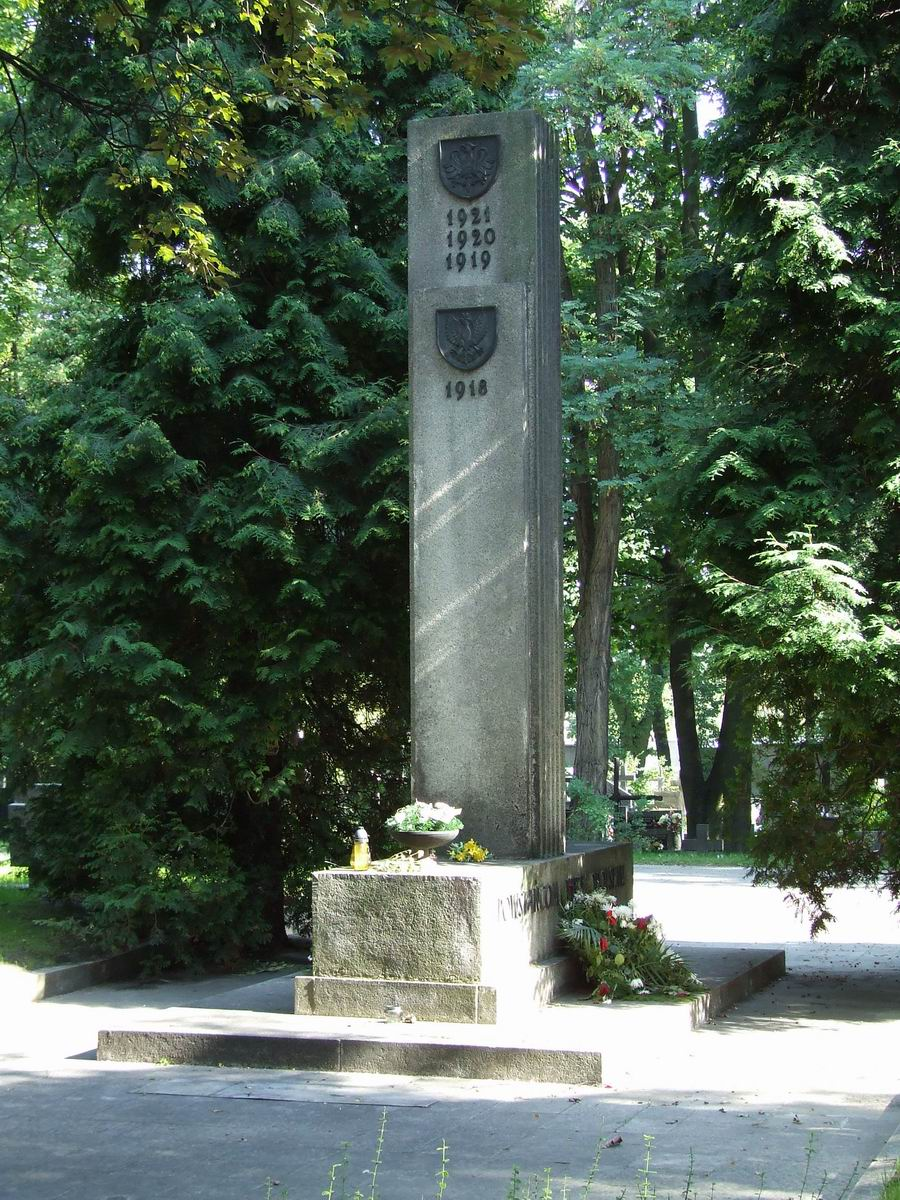
Kwatera Powstańców Wielkopolskich i Śląskich na Cmentarzu Wojskowym na Powązkach w Warszawie

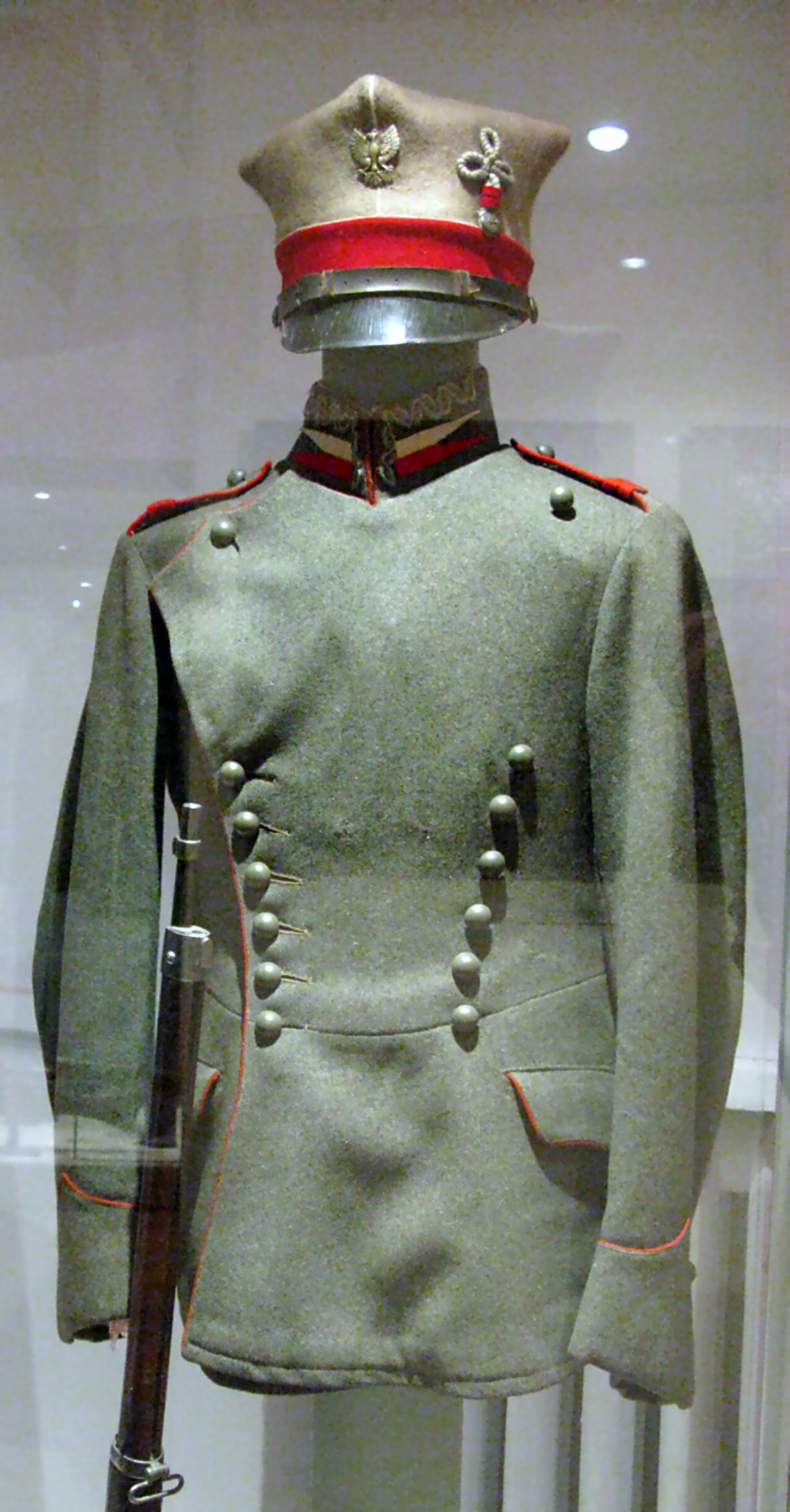
Kurtka kaprala 1 Pułku Ułanów Wielkopolskich

Kiedy do władzy w Rosji w wyniku rewolucji październikowej w 1917 doszli bolszewicy, utworzony przez nich rząd podpisał w marcu 1918 w Brześciu separatystyczny pokój z Niemcami i Austro-Węgrami. Duże siły niemieckie zostały w konsekwencji przesunięte przez Ludendorffa na front zachodni, gdzie wiosną i latem doszło z ich udziałem do ostatniej ofensywy która miała rozstrzygnąć wojnę na korzyść państw centralnych przed wejściem do walki w Europie wojsk amerykańskich. Tzw. ofensywa Ludendorffa, której kulminacją była II bitwa nad Marną zakończyła się fiaskiem. Żołnierze niemieccy, na których wywarła wpływ propaganda bolszewików na wschodzie często odmawiali dalszej walki. Z tego powodu, pomimo sukcesu na wschodzie, państwa centralne we wrześniu 1918 roku nie były już w stanie kontynuować dalszych działań wojennych. Po przegranej bitwie nad Marną i wejściu do walki dywizji amerykańskich rozpoczął się systematyczny odwrót armii niemieckiej. Front poprzez Belgię zbliżał się w październiku systematycznie do granic Rzeszy. W październiku Rzesza Niemiecka zmieniła swój ustrój z monarchii konstytucyjnej na monarchię parlamentarną, ponieważ demokratyzacja była jednym z warunków rozmów pokojowych z krajami Ententy. 28 października zbuntowani marynarze przejęli kontrolę nad bazą wojskową w Kilonii. Potem rewolucja ogarnęła Bremę, Hamburg oraz południowe i zachodnie kraje Rzeszy. Masowo powstawały tworzone na wzór radziecki Rady Żołnierzy i Robotników. Cesarz Wilhelm II Hohenzollern poprosił o azyl polityczny w Holandii, a władzę w kraju przejął Friedrich Ebert z SPD, stając tymczasowo na czele rządu. Ebert nie chciał kontynuowania dalszych działań rewolucyjnych – wezwał więc do spokoju, pomimo poparcia udzielonego wcześniej Radom Żołnierzy i Robotników. Socjaldemokraci postanowili nawiązać również współpracę ze starymi elitami junkiersko-militarystycznymi, w celu poprawy bardzo trudnej sytuacji gospodarczej i międzynarodowej państwa. Członkowie SPD byli za niepodległością Polski, ale twierdzili, że nie może ona obejmować ziem zaboru pruskiego – w tym również Wielkopolski. Z takim przeświadczeniem zwolniono z aresztu w Magdeburgu Józefa Piłsudskiego.
Rewolucja ogarnęła również Wielkopolskę. Rozpoczęło się organizowanie tajnych struktur wojskowych w garnizonie poznańskim (na Cytadeli), Jarocinie i Inowrocławiu. Trwała także akcja gromadzenia broni i amunicji wykradanej z wojskowych magazynów. W Poznaniu utworzono Radę Żołnierską Cytadeli, która początkowo składała się wyłącznie z żołnierzy narodowości niemieckiej. Później utworzono Radę wszystkich żołnierzy stacjonujących w stolicy Wielkopolski, w skład której weszli także Polacy. Tymczasem do miasta napływały zrewolucjonizowani żołnierze, m.in. z Kilonii, którzy otwierali więzienia, wypuszczając aresztantów, zrywali epolety oficerom, wygłaszali mowy rewolucyjne itd.
Od 10 do 26 listopada 1918 miały miejsce wystąpienia przeciwko władzy pruskiej w Ostrowie Wielkopolskim. Żołnierze narodowości polskiej w armii niemieckiej opuścili koszary i uformowali tzw. 1. polski pułk piechoty i ogłosili powstanie Republiki Ostrowskiej. Zostali spacyfikowani, ale efektem ich wystąpienia był m.in. szereg ustępstw na rzecz Polaków na terenie Ostrowa Wielkopolskiego i powiatu ostrowskiego.
11 listopada 1918 Niemcy skapitulowały na froncie zachodnim, co oznaczało koniec I wojny światowej. W tym samym czasie powołano do życia mieszaną narodowościowo Straż Obywatelską (przemianowana kilkanaście dni później na Straż Ludową), której komendantem został Julian Lange. Przejmowała ona zadania policji, wkrótce została ona zdominowana przez osoby narodowości polskiej. Ze stanowiska został usunięty nieprzychylny Polakom nadburmistrz Poznania Georg Wilms. Jednak wojskowe władze niemieckie pozwoliły na funkcjonowanie Straży w celu utrzymania pokoju w Prowincji Poznańskiej. Także pod naciskiem Polaków, na czele Rady Żołnierskiej stanął August Twachtmann. Jednocześnie funkcjonowała Rada Robotników, złożona wyłącznie z Polaków (Rada Żołnierska do 14 listopada zdominowana była przez Niemców). W dniach 10–12 listopada utworzono całą sieć rad robotników i żołnierzy w całej Wielkopolsce. Oprócz nich powstawały także komitety obywatelskie, które następnie zmieniły nazwę na rady ludowe. Były one wyrazicielami dążeń ludności polskiej. Podobne organizacje tworzyli jednak także Niemcy i Żydzi (w większości silnie zgermanizowani).
Centralny Komitet Obywatelski (CKO), stojący na czele polskich komitetów obywatelskich 12 listopada wyłonił tymczasowy Komisariat, w skład którego weszli: ks. Stanisław Adamski, Wojciech Korfanty i Adam Poszwiński. W tym samym dniu Jarogniew Drwęski został tymczasowym prezydentem Poznania. Później do CKO przyłączono szereg osób i w ten sposób powstała Tymczasowa Naczelna Rada Ludowa (NRL), na czele której stanął trzyosobowy Komisariat. Wezwał on później mieszkańców zaboru pruskiego do spokoju, pomimo rewolucji w Niemczech. W Komisariacie Adamski reprezentował Poznań, Korfanty – Śląsk, a Poszwiński – Kujawy. Dużą rolę odgrywali również tacy politycy jak Władysław Seyda, Wojciech Trąmpczyński czy Celestyn Rydlewski.
Następnego dnia (13 listopada) grupa polskich żołnierzy pod dowództwem Mieczysława Palucha i Bohdana Hulewicza przeprowadziła tzw. „zamach na ratusz”, gdzie obradował Komitet Wykonawczy Rady Żołnierzy, złożony z Prusaków. Polacy wtargnęli na posiedzenie Komitetu, a w pobliżu rozległy się wystrzały z karabinów i wybuch granatu. Przestraszeni groźbą użycia siły delegaci usunęli z rady 4 niemieckich przedstawicieli, powołując w ich miejsce Bohdana Hulewicza, Mieczysława Palucha, Henryka Śniegockiego i Zygmunta Wizę. Dzięki temu Polacy uzyskali kontrolę nad Komendą Miasta Poznania i dowództwem V Korpusu. Podobne działania Polacy przedsięwzięli w Jarocinie, Kłecku, Pleszewie, Ostrowie i Gnieźnie.
15 listopada władze niemieckie, zaniepokojone doniesieniami o rzekomym marszu legionistów Piłsudskiego w kierunku Poznania (rozsiewanymi często przez członków POW w celu zastraszenia Niemców), postanowiły powołać do życia siły wojskowe mające bronić prowincje wschodnie przed „bolszewizmem” i „polskim buntem”. W ten sposób powstały ochotnicze oddziały Heimatschutz-Ost.
17 listopada 1918 Komisariat NRL wezwał do ofiarowania pieniędzy w ramach jednorazowego „podatku narodowego”. 18 listopada miały miejsce wybory do powiatowych Rad Ludowych i posłów na Sejm Dzielnicowy (1399 delegatów). Ustalono, że jeden delegat będzie przypadał na 2,5 tys. uprawionych do głosowania wyborców. Prawo głosowania przyznano „każdemu Polakowi” i „każdej Polce”, którzy ukończyli 20 lat. Następnego dnia do Wielopolski przybył wysłannik rządu niemieckiego, Hellmut von Gerlach. Polacy przekonali go o konieczności wprowadzenia równouprawnienia osób narodowości polskiej na terenie Prowincji Poznańskiej. Wskazano także na konieczność powstrzymania napływu oddziałów Heimatschutzu, przemianowanego później na Grenzschutz Ost. Rząd jednak zdecydował się na kontynuowanie przysyłania tych oddziałów do Wielkopolski.
20 listopada podczas exposé rządu Jędrzeja Moraczewskiego (pochodzącego z Trzemeszna w Wielkopolsce) w Warszawie padły słowa: „przyłączenie Wielkopolski będzie jednym z pierwszych naszych zadań”. Wywołało to w grudniu nasilenie działań mających na celu stworzenie tajnej armii polskiej. Przedstawiciele zaboru pruskiego, z Władysławem Seydą na czele nie weszli jednak do rządu polskiego, odmawiając przyjęcia trzech tek ministerialnych – ich zdaniem, Piłsudski nie był wybrany z woli narodu, lecz państw zaborczych.

### Sejm Dzielnicowy
Na Polski Sejm Dzielnicowy wybrano 1399 delegatów: 525 pochodziło z Wielkopolski, 262 z Pomorza Gdańskiego, 47 z Warmii i Mazur, 431 ze Śląska, a 133 reprezentowało Polaków zamieszkałych w głębi Niemiec, głównie pracujących w Westfalii. 3 grudnia 1918 Sejm Dzielnicowy rozpoczął obrady w Poznaniu, w sali Lamberta i kinie „Apollo” (przy ul. Piekary). Przyjęto szereg uchwał, między innymi wyrażającą wolę połączenia ziem wschodnich prowincji niemieckich z pozostałymi zaborami w zjednoczonej Polsce. Sejm wybrał także nowy skład Naczelnej Rady Ludowej (NRL), liczącej osiemdziesiąt osób, co oznaczało oficjalne jej zalegalizowanie. Przewodniczącym prezydium NRL został Bolesław Krysiewicz. Wybrano również organ wykonawczy – Komisariat Naczelnej Rady Ludowej, który tworzyli: reprezentanci Wielkopolski – ks. Stanisław Adamski i Władysław Seyda (brat Mariana Seydy), reprezentujący Śląsk – Wojciech Korfanty i Józef Rymer, reprezentujący Pomorze Gdańskie – Stefan Łaszewski i reprezentujący Kujawy – Adam Poszwiński. W celu usprawnienia działań powołano podkomisariaty w Bytomiu i Gdańsku.
5 grudnia 1918 miało miejsce zakończenie obrad Sejmu Dzielnicowego. Oficjalnie nie został rozwiązany, jego obrady tylko odroczono. 6 grudnia 1918 odbyło się natomiast pierwsze posiedzenie wybranej przez sejm NRL, w której ręce trafiła całość faktycznej władzy. NRL nie opowiedziała się za walką zbrojną, inaczej niż działające w zaborze pruskim polskie konspiracyjne organizacje wojskowe, takie jak POW (na stanowisku komendanta tej organizacji Wierzejewskiego zastąpił Mieczysław Andrzejewski). Jej członkowie potajemnie szkolili się w szeregach niemieckiej Służby Straży i Bezpieczeństwa (SSiB, Wach- und Sicherheitsdienst), powołanej do życia przez zaborcę, do której przyjmowano mniej więcej tylu samo Polaków i Niemców. W ten sposób, w oparciu o niemiecką infrastrukturę, powstawała sieć polskich oddziałów, które miały potem wziąć udział w walkach.
Pokłosiem obrad sejmu było przywrócenie 11 grudnia w poznańskich szkołach nauki języka polskiego i religii w tymże języku. Odpowiadając na zorganizowanie przez Polaków obrad Sejmu Dzielnicowego, w dniach od 12 do 13 grudnia odbył się zjazd delegatów niemieckich rad ludowych. Brało w nim udział 1500 osób, a towarzyszył mu szereg niemieckich demonstracji postulujących utrzymanie ziem zachodnich w Rzeszy. Jedną z nich był przemarsz 6 tysięcy żołnierzy przez Poznań.

### Paderewski w Poznaniu

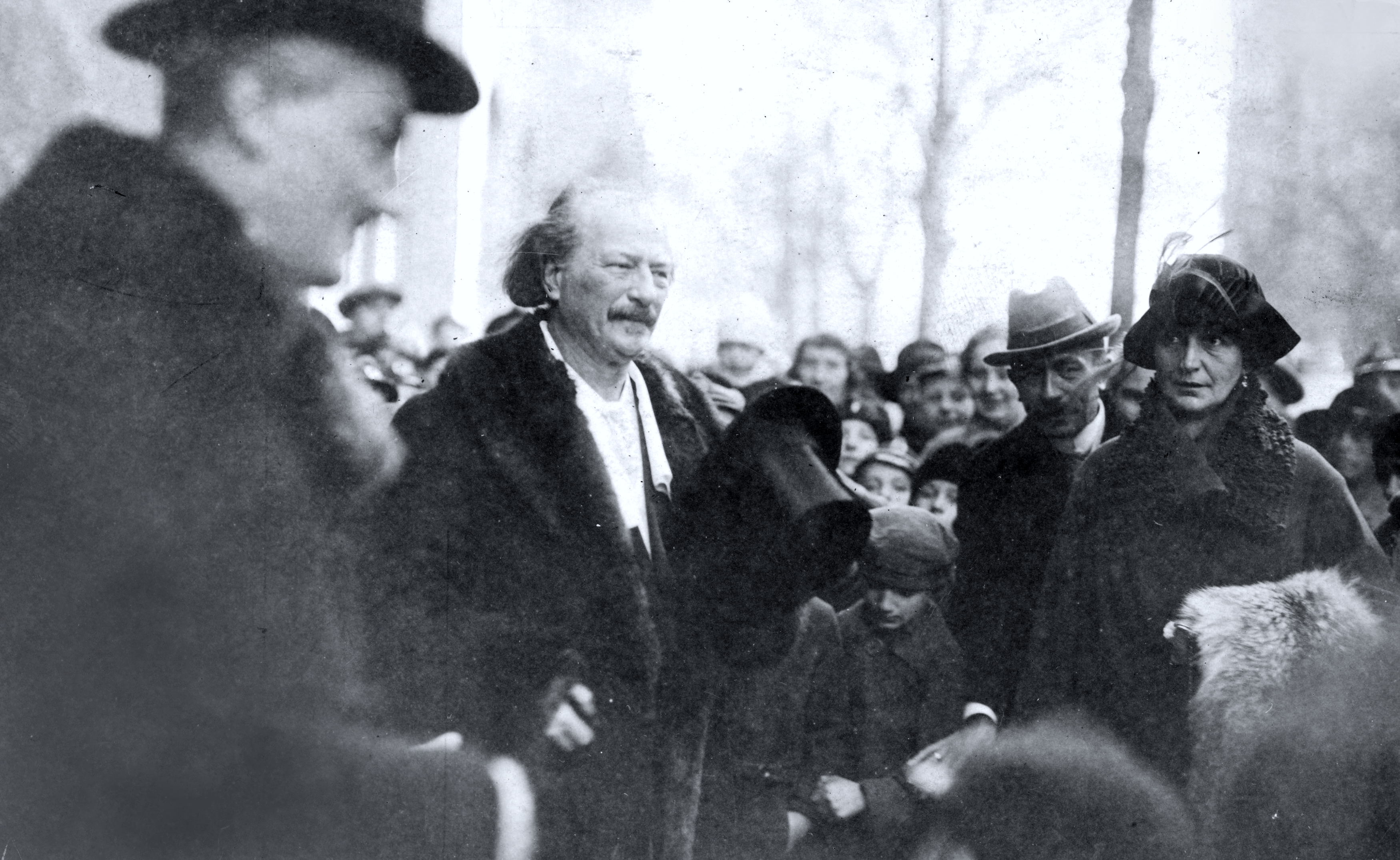
Ignacy Paderewski w Poznaniu, 27 grudnia 1918

Tymczasem do Wielkopolski napływały nowe oddziały Heimatschutzu, co oznaczało chęć władzy niemieckiej do siłowego rozprawienia się z zamiarami Polaków. Wysłannicy NRL w Warszawie zażądali od rządu polskiego wystosowania ultimatum względem swego niemieckiego odpowiednika. I tak, 15 grudnia 1918 rząd w Warszawie zerwał stosunki dyplomatyczne z Niemcami. Jednocześnie podjęto decyzję o konieczności wyboru przedstawicieli polskich z zaboru pruskiego na Sejm Ustawodawczy. Należało wyłonić też reprezentację na rozmowy pokojowe w Paryżu . Wiadomość o powrocie Ignacego Jana Paderewskiego do kraju z misją załagodzenia sporu pomiędzy Komitetem Narodowym Polskim Romana Dmowskiego w Paryżu a rządem Jędrzeja Moraczewskiego w Polsce dotarła do Poznania w grudniu 1918 roku. Wielka Brytania niechętna była postulatom, które mogłyby w przyszłości prowadzić do znacznego osłabienia Niemiec, a w konsekwencji do zmniejszenia ich zdolności spłaty przyszłych reparacji po zakończeniu I wojny światowej i, jednakże wciąż niespokojne Niemcy na zachodzie i Armia Czerwona na wschodzie, która przejmowała od Ober-Ostu kolejne tereny, niepokoiły Londyn . Wielka Brytania twierdziła, że pomiędzy Rosją a Niemcami powinien powstać mur odgradzający Europę od rewolucji radzieckiej . Tym murem miała być Polska .
Wskutek sugestii wysuniętych przez Komitet Narodowy Polski w Paryżu na człowieka najbliższego interesom angielskim nadawał się Jan Paderewski . Inicjatywę przejął wówczas ówczesny minister spraw zagranicznych Wielkiej Brytanii Arthur Balfour. Zaprosił on Paderewskiego do Londynu. Ten przypłynął najpierw 23 listopada 1918 roku do Liverpoolu, skąd udał się do Londynu . W przeciągu kilku kolejnych dni Balfour prowadził rozmowy z Paderewskim, namawiając go do wyjazdu do Polski i pokierowania nowym rządem. Paderewski zażądał podróży do Warszawy przez Gdańsk i Toruń, chociaż były to formalnie ziemie jeszcze niemieckie . Z Paderewskim do Polski pojechała półoficjalna delegacja, na której czele stanął brytyjski attaché wojskowy Harry Herschel Wade , a jego zastępcą został Richard Kimens z Ministerstwa Spraw Zagranicznych Wielkiej Brytanii, były konsul angielski w Warszawie .
Paderewski wraz z żoną oraz z towarzyszącym im majorem Zygmuntem Iwanowskim w roli adiutanta wyruszył w podróż z portu Harwich do Polski na statku „Concord” . Jeszcze 23 grudnia statek zawinął do Kopenhagi, a 25 grudnia dobił do brzegu w Gdańsku. Do Gdańska udał się również Wojciech Korfanty wraz z delegatami Naczelnej Rady Ludowej. Paderewski zamieszkał w hotelu Danziger Hof, a 26 grudnia o godzinie 11 udał się pociągiem przez Piłę do Poznania. W celu uniknięcia demonstracji politycznych, Urząd Spraw Zagranicznych Rzeszy postanowił zakazać przyjazdu pianiście. W czasie drogi zdarzył się incydent w Rogoźnie. Niemcy starali się zatrzymać pociąg i skierować go bezpośrednio do Warszawy z pominięciem Poznania. Dzięki postawie Paderewskiego i Wade’a nie zostało zamierzenie to zrealizowane. W drodze do Warszawy Paderewski przybył 26 grudnia do Poznania, czym wywołał ogromne poruszenie pośród miejscowych Polaków. Wręczenie mu nakazu opuszczenia miasta uniemożliwił niemieckim oficerom kordon Straży Ludowej. Paderewski udał się do hotelu Bazar, gdzie wydano na jego cześć okolicznościowy bankiet, po którym wygłosił przemówienie, zakończone owacją i manifestacją patriotyczną. Taki obrót wydarzeń wzburzył Niemców, dodatkowy gniew został wywołany wywieszeniem przez Polaków flag amerykańskich, brytyjskich i francuskich, krajów dla nich sojuszniczych, ale dla Niemców wrogich.

## Przebieg powstania

### Początek walk

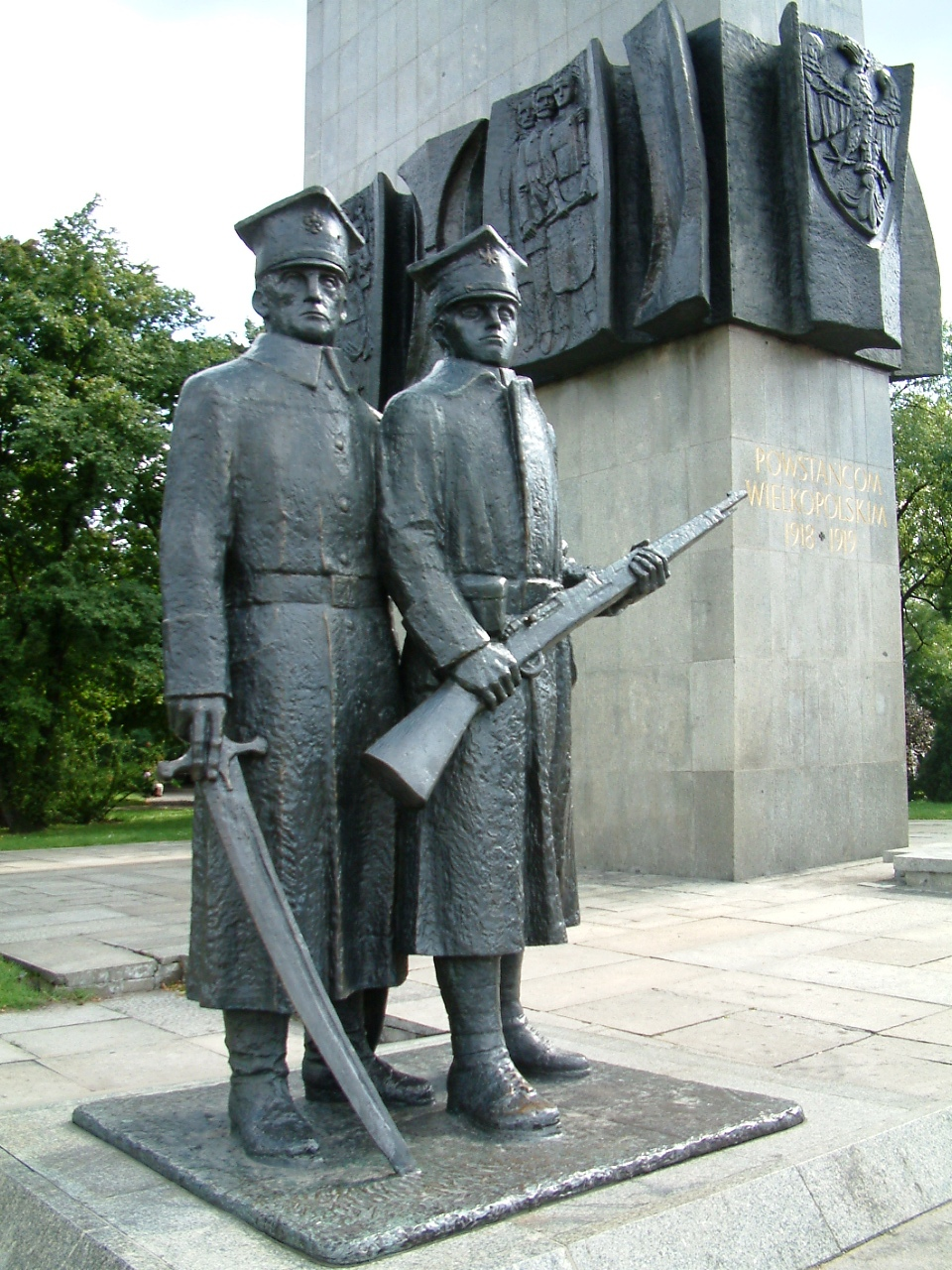
Pomnik Powstańców Wielkopolskich w Poznaniu

Walki rozpoczęły się 27 grudnia 1918 roku, kiedy to Niemcy, wzburzeni polskimi uroczystościami towarzyszącymi wizycie Paderewskiego, zorganizowali przemarsz oddziałów wojskowych przez miasto. Przebieg dalszych wydarzeń opisywał fragment komunikatu NRL: 

(…) Wczoraj po południu, na krótko przed czwartą, nadciągały do miasta z koszar na Jeżycach oddziały uzbrojonych żołnierzy niemieckich z 6 pułku grenadierów, w liczbie około 200, z oficerem na czele, śpiewając niemieckie pieśni, wtargnęli do gmachu Naczelnej Rady Ludowej, zrywając tamże sztandary angielskie, amerykański i francuski. W dalszym pochodzie przez św. Marcin, ul. Wiktorii, Berlińską i plac Wilhelmowski czynili to samo, wdzierając się zwłaszcza na Berlińskiej do domów prywatnych i zrywając tamże z balkonów chorągwie koalicyjne, amerykańskie i polskie, które deptano nogami. Prowokacyjne zachowanie się gwałtowników niemieckich zwabiło nieprzygotowaną na napaść i prowokację ludność polską, która wyległa na ulice. Tymczasem żołnierze niemieccy dotarli do Banku Związku, tu zdarli i znieważyli sztandary angielskie i amerykańskie i tu padł pierwszy strzał do dyrektorów, który na szczęście chybił (...). Gdy mrok zapadał, rozpoczęli żołnierze niemieccy strzelaninę z kierunku Prezydium Policji. Niemcy ustawili tutaj dwa karabiny maszynowe i wśród ogólnego popłochu skonsternowanej ludności rozpoczęli ogień w kierunku „Bazaru”, między innymi w okna, gdzie mieszka Paderewski, złożony niemocą po przebytej na okręcie hiszpance (...). Ze strony polskiej zrazu nie odpowiadano, usiłowano dojść do jakiegoś porozumienia i uniknąć krwi rozlewu. Gdy jednak strzały nie ustawały, gdy szereg osób odniosło rany, Straż Ludowa poczęła odpowiadać na strzały i zarządziła środki bezpieczeństwa mające chronić przechodniów (...)

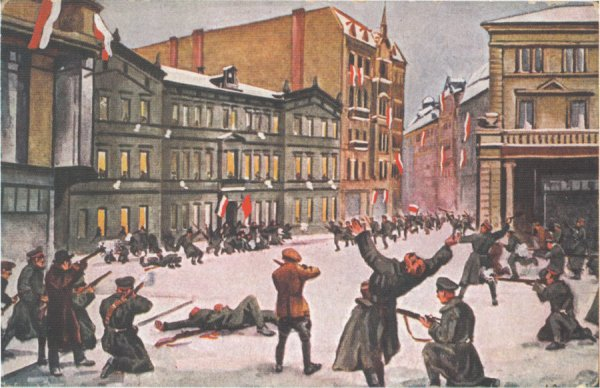
Obraz Leona Prauzińskiego przedstawiający zwycięski szturm na Prezydium Policji i śmierć Franciszka Ratajczaka

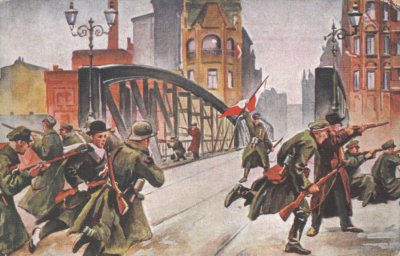
Walki przy moście Chwaliszewskim w Poznaniu na obrazie Leona Prauzińskiego

Około godziny 17 (prawdopodobnie 16:40) tego dnia przed Prezydium Policji, mieszczącym się naprzeciw budynku Teatru Miejskiego oraz w okolicach Hotelu Bazar pojawiły się polskie oddziały Straży Ludowej, POW i SSiB. Pierwszym oddziałem powstańczym, który dotarł pod Hotel Bazar była stuosobowa wojskowa kompania wildecka Straży Ludowej, dowodzona przez Antoniego Wysockiego . Dowódcy polscy wydali rozkaz zdobycia Prezydium Policji, obsadzonego przez Niemców. W walkach o ten budynek poległ pierwszy powstaniec wielkopolski w Poznaniu, Franciszek Ratajczak (śmiertelnie ranny, zmarł po przewiezieniu do szpitala). Walki o ten budynek zakończyły się w nocy, kiedy to zawarto polsko-niemieckie porozumienie, na mocy którego Niemcy mogli opuścić Prezydium z bronią w ręku. Zastąpiły ich oddziały Straży Ludowej.
Powstanie wybuchło również poza Poznaniem. Przywódcy z Poznania, Mieczysław Paluch, Bohdan Hulewicz i Władysław Wyskota-Zakrzewski przekazali na prowincję hasło „Nie należy dłużej czekać”, co uruchomiło działania spiskowców w Gnieźnie, Jarocinie, Kórniku, Pleszewie, Śremie, Środzie, Kłecku, Wrześni i innych miejscowościach. W walkach pod Boczkowem zginął Jan Mertka (on i Ratajczak wymienieni zostali w komunikacie NRL). Tymczasem Polacy opanowali Dworzec Główny w Poznaniu, Pocztę Główną i część fortyfikacji miejskich, rozbrajając oddziały niemieckie zmierzające do miasta koleją.
Następnie usunięto administrację pruską z Szamotuł, Środy Wielkopolskiej, Pniew, Opalenicy, Buku, Trzemeszna, Wrześni i Gniezna.
28 grudnia w Poznaniu Polacy zdobyli Cytadelę, fort Grolmann i arsenał przy ul. Wielkie Garbary (obecnie Garbary). Jeden z oddziałów, dowodzony przez Franciszka Budzyńskiego i Stanisława Nogaja, wtargnął do niemieckiej Komendy Generalnej V Korpusu Armii i zaaresztował generałów Reichswehry – Bock und Polacha oraz Schimmelpfeninga. Tego samego dnia po południu Wydział Wykonawczy Rad Robotniczych i Żołnierskich, pragnąc uspokoić sytuację i przerwać dalszy rozlew krwi, powołał do życia Komendę Miasta o mieszanym, polsko-niemieckim składzie. Na jej czele stanął Jan Maciaszek, który został komendantem miasta. Powołany został w celu umożliwienia NRL pokojowego rozstrzygnięcia konfliktu (Naczelna Rada, w przeciwieństwie do POW nie chciała wybuchu powstania). Wydano także odezwę wzywającą do zachowania spokoju i nieulegania prowokacjom. Tymczasem POW odmówiła uznania Maciaszka za swojego zwierzchnika. Faktyczną władzą dysponował więc Paluch.
Chcąc zjednoczyć wszystkie oddziały pod jednym dowództwem, Komisariat NRL utworzył Komendę Główną Wojsk Powstańczych, z kapitanem Stanisławem Taczakiem na czele. Został on tymczasowym dowódcą powstania (równocześnie otrzymał promocję do stopnia majora). Powołano także Sztab, którego szefem został kapitan Stanisław Łapiński.
29 grudnia Polacy zdobyli między innymi Grodzisk Wielkopolski, Kłecko, Kórnik, Wielichowo i Witkowo. W tym samym czasie Niemcy zostali usunięci z Wronek. Następnego dnia do Poznania przybyła delegacja rządu pruskiego, w skład której wchodzili Eugen Ernst (podsekretarz stanu MSW), Paul Goehre (podsekretarz stanu w Ministerstwie Wojny) oraz Heinz Guderian (ówczesny kapitan Sztabu Generalnego). Polaków reprezentowali natomiast: ks. Adamski, Drwęski, Korfanty, W. Seyda oraz Trąmpczyński. Niemcy odmówili wzięcia odpowiedzialności za wywołanie starć z 27 grudnia. Uznano jednak, że winien temu był 6. pułk grenadierów, który po rozmowach opuścił z bronią miasto.

### Działania poza Poznaniem

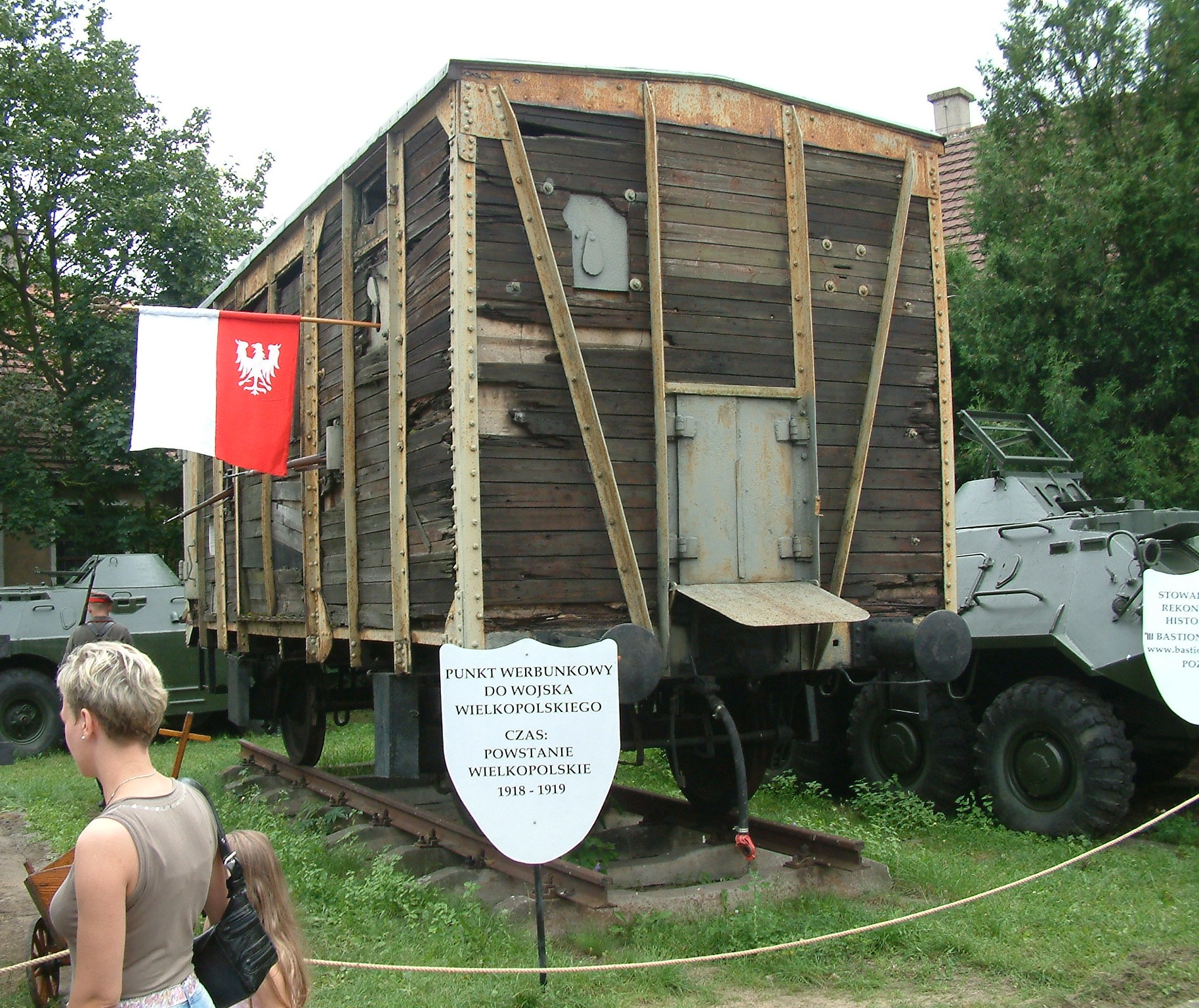
Improwizowany wagon szturmowy ze składu pociągu pancernego „Poznańczyk” z okresu powstania, Muzeum Broni Pancernej w Poznaniu

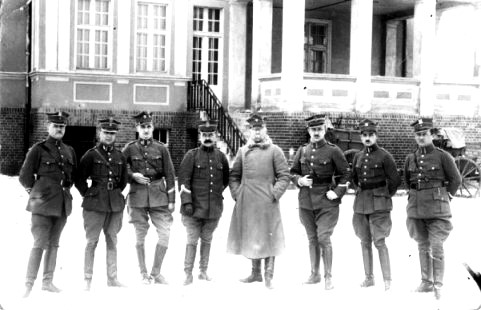
Powstańcy wielkopolscy

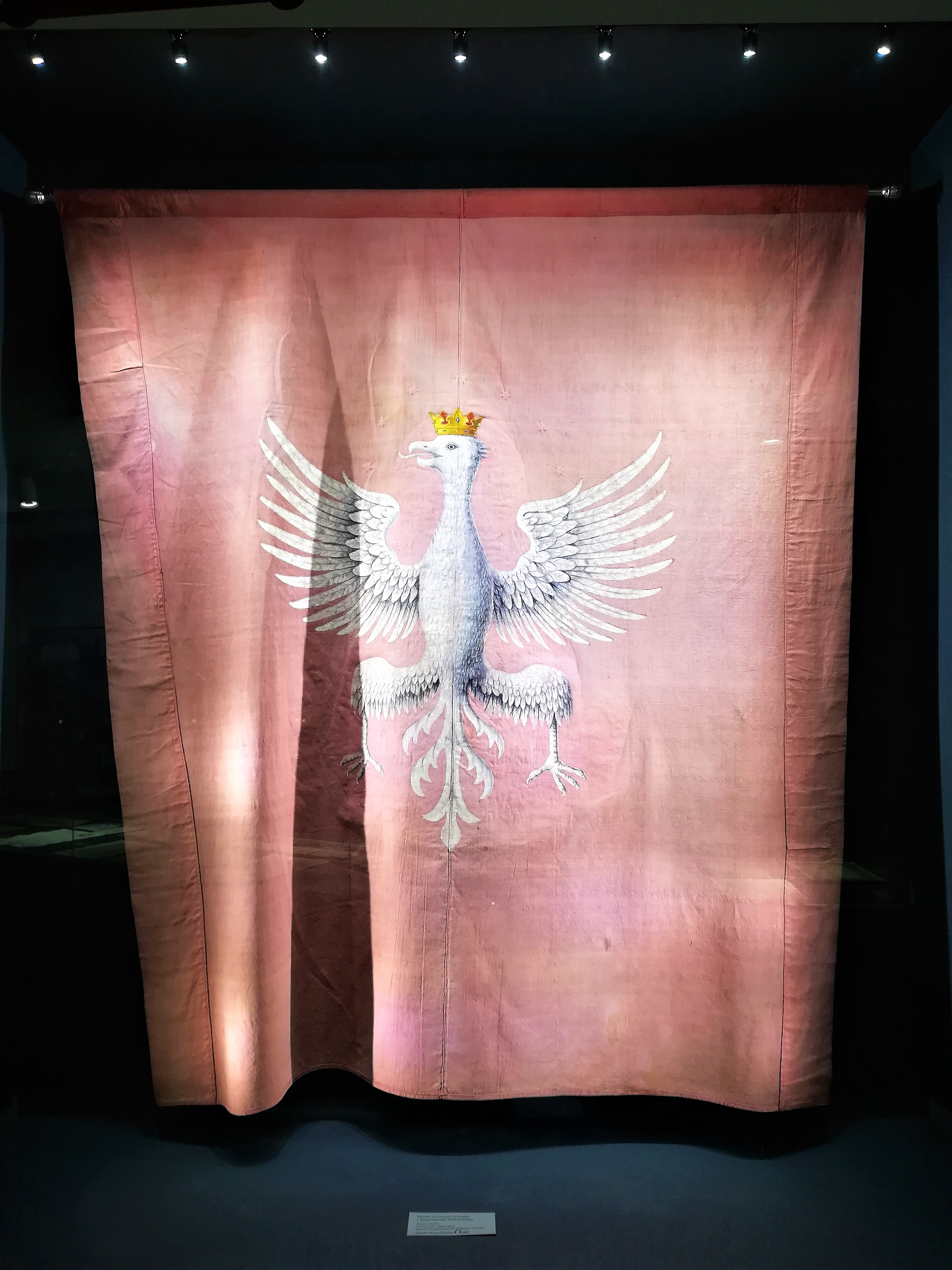
Sztandar powstańczy z Gniezna (1918)

Poza stolicą Wielkopolski, najwięcej Polaków zamieszkiwało środkowe i wschodnie tereny tej prowincji. W Środzie Polacy przejęli kontrolę nad miastem już 11 listopada, wykluczając Niemców z udziału w radach żołnierskich i robotniczych. Podobnie było w Śremie. W tym mieście 31 grudnia garnizon niemiecki sam poddał się powstańcom, przekazując im koszary oraz broń. Tymczasem na zachodzie sytuacja była trudniejsza – zamieszkiwało tam więcej Niemców. Stopniowo uformowała się linia frontu Lubasz – Miały – Kwilcz – Lwówek.
30 grudnia 1918 opanowano Wągrowiec i Gołańcz. W tym samym czasie oddziały niemieckie zostały wysłane z Bydgoszczy w celu oczyszczenia z Polaków Gniezna. W nocy pod Zdziechową doszło do bitwy z powstańcami. Polacy odnieśli w niej zwycięstwo, wzmocnieni przez posiłki z Wrześni. Dzięki temu mogli myśleć o dalszym rozszerzeniu działań zbrojnych na obszary Kujaw. Następnego dnia rozpoczęła się ofensywa powstańców w tym kierunku pod dowództwem Pawła Cymsa. Planował on zająć Inowrocław, zamieszkany w 67% przez ludność polską.
31 grudnia powstańcy przejęli kontrolę nad Kcynią, Kościanem i Obornikami. Tego samego dnia do Kalisza przyjechał oficer łącznikowy z Warszawy, który przywiózł ze sobą rozkaz uderzenia na Ostrów. Miasto zostało zajęte bez walki.
Pierwszego dnia stycznia Paderewski opuścił Poznań, owacyjnie witany w wyzwolonym Ostrowie, przez który przejeżdżał w drodze do Warszawy. W tym samym czasie powstańcy opanowali Jarocin, Krotoszyn (dokonano tego z pomocą pociągu pancernego „Poznańczyk”), Mogilno i Nakło. Zdobycie tej ostatniej miejscowości miało spore znaczenie, ponieważ dzięki temu Polacy byli w stanie kontrolować część linii kolejowej przebiegającej na trasie Berlin – Piła – Bydgoszcz – Toruń – Tczew – Elbląg – Królewiec. W okolicach położonego nad Notecią Nakła przebiegają granice geograficzne Pojezierza Wielkopolskiego, Pradoliny Toruńsko-Eberswaldzkiej i Pojezierza Południowopomorskiego, z tego względu mogło ono być znakomitym punktem wypadowym w dalszych działaniach, mających na celu opanowanie Bydgoszczy.
2 stycznia Polacy zajęli Gostyń. Tego samego dnia uderzyli też na Nowy Tomyśl, który był zamieszkany w większości przez Niemców (ludność polska stanowiła tam tylko ok. 10% mieszkańców). Miejscowość została zdobyta i obsadzona przez powstańców o 3 nad ranem. Rozpoczęto przygotowania do ataku na Wolsztyn i Zbąszyń. Tymczasem w Inowrocławiu, po nieudanych negocjacjach z Niemcami, oddziały POW zaatakowały ratusz, pocztę, starostwo i koszary. NRL nakazał im przerwanie działań zbrojnych, zawierając porozumienie o rozejmie z dowódcami niemieckimi. Jednak powstańcy nawiązali kontakt z oddziałami Pawła Cymsa, które zbliżały się do miasta.
3 stycznia, w obawie o powstanie anarchii w Wielkopolsce, Komisariat NRL podjął decyzję o przejęciu władzy, jednak pozostała ona tajna. Nazajutrz Komisariat NRL wydał dekret o powołaniu Wojciecha Trąmpczyńskiego na urząd Naczelnego Prezesa Prowincji Poznańskiej i Prezesa Rejencji w Poznaniu. Władze niemieckie wezwały do bojkotu nowo mianowanego urzędnika, który zażądał jednak, aby pruscy urzędnicy pozostali na stanowiskach. W nocy z 4 na 5 stycznia powstańcy zaatakowali oddziały niemieckie znajdujące się w Zbąszyniu. Początkowo udało się zająć miasto, jednak później napór Niemców zmusił Polaków do wycofania się.
Do 5 stycznia powstańcy zajęli między innymi: Czarnków, Jutrosin, Kruszwicę, Miejską Górkę, Rawicz, Strzelno i Wolsztyn. Tego dnia rozpoczęły się też walki o Mroczę. Do Sierakowa przybył silny oddział wojska niemieckiego, który uprowadził ze stadniny ponad 100 rasowych koni (miały dużą wartość jako zwierzęta pociągowe). Mieszkańcy wezwali na pomoc powstańców z Szamotuł i Pniew. Miasto zostało wyzwolone przez polskie oddziały, które ruszyły na zachód i wkrótce dotarły do linii Zatom Stary – Ławica – Prusim. Tego samego dnia oddziały powstańcze podzielone na kilka grup zaatakowały Inowrocław. Walki o opanowanie miasta zakończyły się porozumieniem, na mocy którego wojska niemieckie opuściły Inowrocław z bronią w ręku. Następnego dnia władzę oficjalnie przejęli powstańcy.
Poznań nie mógł czuć się jednak bezpiecznie, dopóki silny oddział niemiecki (250 żołnierzy) stacjonował na terenie lotniska Ławica. Istniało niebezpieczeństwo, że lotnicy zdecydują się zbombardować stolicę Wielkopolski. W nocy z 5 na 6 stycznia siły powstańcze pod dowództwem Mieczysława Palucha przeprowadziły atak na Stację Lotniczą Ławica, rozpoczęty oddaniem ze Wzgórza Berlińskiego czterech strzałów armatnich. Lotnisko zdobyto wraz ze stacjonującymi tam samolotami, które następnie zostały wykorzystane do organizowania lotnictwa powstańczego. Niemcy usiłowali zniszczyć samoloty, m.in. dwukrotnie przeprowadzono naloty bombowe z Frankfurtu nad Odrą, bombardując Ławicę i Strzeszyn. Według legendy, w odpowiedzi na zdobytych samolotach 9 stycznia 1919 roku Wiktor Pniewski wraz z poznańską eskadrą miał zbombardować 12-kilogramowym ładunkiem frankfurckie lotnisko, jednak w rzeczywistości akcji takiej nie przeprowadzono.
W tym samym czasie miały miejsce walki pod Czerskiem i Kościerzyną na Pomorzu. Natomiast przed kościołem parafialnym w Kwilczu przybyły z Poznania Ludwik Kaczmarek rozpoczął agitację wśród mieszkańców wsi (wychodzących po nabożeństwie z kościoła). Tego samego dnia w sąsiednim domu rolnika Bolesława Mizery zawiązała się kwilecka drużyna powstańcza, biorąca udział w walkach m.in. o Kamionnę i Kolno. Tymczasem Niemcy wysłali z Bydgoszczy oddział, który miał opanować Ślesin i okrążyć Nakło z kierunku północnego – miało to na celu przejęcie kontroli nad tymi strategicznymi terenami.
Rozkaz dzienny nr 2 z 7 stycznia 1919 roku dokonał podziału opanowanych ziem na siedem Okręgów Wojskowych:
- I Okręg: Poznań Miasto, Poznań Wschód, Poznań Zachód (dowódca: rtm. Bolesław Koperski),
- II Okręg: Września, Środa, Witkowo, Gniezno (ppłk Kazimierz Grudzielski),
- III Okręg: Wyrzysk, Bydgoszcz, Szubin, Inowrocław, Strzelno, Mogilno, Żnin, Wągrowiec (mjr Napoleon Koczorowski)[25],
- IV Okręg: Chodzież, Czarnków, Wieleń, Skwierzyna, Międzychód, Szamotuły, Oborniki (ppor. Zdzisław Orłowski),
- V Okręg: Międzyrzecz, Nowy Tomyśl, Grodzisk, Babimost, Śmigiel, Kościan, Wschowa, Leszno (ppor. Kazimierz Zenkteler),
- VI Okręg: Śrem, Jarocin, Pleszew, Gostyń, Rawicz, Krotoszyn, Koźmin Wielkopolski (ppor. Zbigniew Ostroróg-Gorzeński),
- VII Okręg: Ostrów Wielkopolski, Odolanów, Ostrzeszów, Kępno (ppor. Władysław Wawrzyniak).

Następnego dnia, Rozkazem dziennym nr 8 stworzono kolejne dwa Okręgi:
- VIII Okręg: Inowrocław, Strzelno (ppor. Paweł Cyms),
- IX Okręg: Kościan, Śmigiel, Leszno, Wschowa (ppor. Gomerski).

Nieco wcześniej Niemcy zajęli opanowany przez Polaków Czarnków, wysyłając silne oddziały z Piły. Powstańcy zdołali tymczasem opanować Sieraków; rozpoczęła się tam ofensywa wojsk powstańczych na linii Sieraków – Chorzępowo – Zatom Stary – Kolno – Kamionna – Mnichy – Tuczępy – Miłostowo – Zębowo. W wyniku ciężkiego boju powstańcy zajęli Chodzież. Tuż po walce Polaków ostrzelał niemiecki samolot, który został jednak zestrzelony przez powstańców. Planowano dalszy marsz na Piłę, jednak rozkazy z Poznania zabroniły takich działań. W stolicy Wielkopolski nie doszło do planowanych kolejnych rozmów polsko-niemieckich, ponieważ przedstawiciele rządu pruskiego je zbojkotowali.

### Dowództwo gen. Dowbora-Muśnickiego
Z uwagi na dotkliwy brak oficerów polskiego pochodzenia z zaboru pruskiego Komisariat NRL zwrócił się o pomoc do władz w Warszawie. Piłsudski, po konsultacjach z Korfantym, Adamskim i Poszwińskim na wojskowego dowódcę powstania przysłał gen. Józefa Dowbora-Muśnickiego.
8 stycznia 1919 Komisariat NRL przejął władzę cywilną i wojskową, nie określając jednak jej zasięgu terytorialnego, mianując jednocześnie 16 stycznia 1919 r. gen. Józefa Dowbora-Muśnickiego na wodza naczelnego powstania. Ten ostatni podpisał umowę określającą warunki współpracy z NRL. Generał Dowbor-Muśnicki 11 stycznia otrzymał mocą dekretu NRL tytuł Głównodowodzącego wszystkich Sił Zbrojnych Polskich byłego zaboru pruskiego. Ochotnicze oddziały powstańcze przekształcono w regularne wojsko. Powołano kilka roczników pod broń. W tym samym czasie (w połowie stycznia) Niemcy zgromadzili przeciw powstańcom znaczne siły i przystąpili do kontrofensywy. Akcja ich koncentrowała się w Bydgoszczy, Frankfurcie nad Odrą i na Dolnym Śląsku.
Pomimo wysłania Dowbora-Muśnickiego do Wielkopolski, Piłsudski nie cenił jego osoby. Było to wywołane niechęcią Naczelnika do żołnierzy polskich, którzy służyli w armii rosyjskiej, a później znaleźli się w formowanych przez endeckich polityków polskich oddziałach walczących po stronie Rosji w I wojnie światowej. Do takich żołnierzy zaliczał się Dowbor-Muśnicki. W ślad za gen. Dowborem-Muśnickim do Wielkopolski przybył szereg oficerów służących z nim w I Korpusie Polskim na Wschodzie np. gen. Daniel Konarzewski, gen. Michał Milewski czy płk Stanisław Wrzaliński.
W tym samym czasie Polacy odbili Chodzież (bitwa o Chodzież) i Czarnków, odnieśli zwycięstwo w bitwie pod Ślesinem oraz zajęli Sieraków. Próbowali także odzyskać Szubin, ale akcja ta nie powiodła się. W jej trakcie powstańcy ponieśli znaczne straty. Polacy zamknęli trzy śluzy między Czarnkowem a Wieleniem, co spowodowało zalanie doliny Noteci na tym odcinku i oddalenie niebezpieczeństwa niemieckiego ataku.
9 stycznia 1919 NRL oficjalnie ogłosiła przejęcie władzy. Rozpoczęło się stopniowe spolszczanie administracji. Ze stanowisk usunięci zostali najbardziej antypolscy urzędnicy. W powiatach niemieckich landratów podporządkowano polskim starostom, którzy po pewnym czasie przejęli wszystkie ich uprawnienia. Tymczasem Polacy zostali wyparci z Nakła i Ślesina. 10 stycznia 1919 miały miejsce walki na froncie południowym w okolicy Kąkolewa, Leszna i Rydzyny. Powstańcy zdobyli Sarnowę.

11 stycznia Polacy utracili Sarnowę. Ponownie nie udało im się zdobyć Zbąszynia. Tego samego dnia miało miejsce polskie zwycięstwo w bitwie pod Szubinem, zajęcie Łabiszyna, Żnina i Złotnik (zob. Grenzschutz-Bataillon III). Wydarzenia pod Szubinem opisywane były następująco: 

Podczas bitwy stoczonej pod Szubinem dopuszczali się żołnierze niemieccy okrucieństw na Polakach. Naoczny świadek opowiada, że Niemcy o rannych żołnierzy polskich nie troszczyli się zupełnie. Z poległych zdzierano mundury i buty, pozostawiając ich tylko w koszuli. Ponieważ nie było opieki lekarskiej, ranni odwiezieni przez obywateli i gospodarzy do miasta padali na ulicy. Pomocy i żywności Niemcy zakazywali udzielać rannym. Jeńców polskich bito kolbami. Odznaczyli się przy tym uzbrojeni urzędnicy kolejowi z Bydgoszczy i żołnierze, którzy odgrażali się, że wszystkich pozabijają. Potwierdza się także wiadomość, że w Krzyżu wszystkich wojskowych polskich internują. Żywność żołnierzom polskim poodbierano. Kto miał więcej niż jedną koszulę, musiał wszystko oddać. Żołnierze niemieccy głosili cynicznie: Nie walczymy za Ojczyznę, lecz za pieniądze.

 Liczne starcia powstańców z oddziałami niemieckiego Grenzschutzu na terenie powiatu międzychodzkiego m.in. w Zatomiu Starym, Ławicy i w najbardziej wysuniętym na zachód punkcie oporu – Kolnie, które tego dnia dwukrotnie przechodziło z rąk niemieckich do polskich. Polakom udało się jednak wyprzeć Niemców z Kamionny.
12 stycznia 1919 miały miejsce walki pod Lesznem i Lipnem, a pluton Grenzschutzu wspierany przez artylerię wtargnął do Zatomia Starego. Po brawurowej kontrakcji powstańców został jednak stamtąd wyparty. Następnego dnia Niemcy zdobyli Szamocin. Szef sztabu polskiego wydał rozkaz zabraniający powstańcom przekraczania rzeki Obry (poprzednio planowali oni zajęcie całego terytorium Wielkopolski i zdobycie Kargowej). Dowództwo dobrze rozumiało jednak, że zdobycie i utrzymanie np. powiatu skwierzyńskiego, w którym na 1000 mieszkańców tylko 53 było narodowości polskiej, było niemożliwe. Takie działanie nie wzmocniłoby, lecz osłabiło siłę powstania, a sam ruch nie byłby już narodowowyzwoleńczy (co miało szczególne znaczenie w perspektywie planowanej konferencji pokojowej).
13 stycznia Naczelnik Państwa Józef Piłsudski przyjął delegację z Poznańskiego. W jego opinii Poznańskie nie było dzielnicą tak wolną jak Królestwo i Galicja, gdyż nad tą dzielnicą istniała ciągle władza Niemiec, co usankcjonowały warunki rozejmu między Koalicją a Niemcami. Zapewniał, że jako naczelnik może tylko przedstawiać Koalicji konieczność zmiany punktu zawieszającego do kongresu decyzję w sprawie bytu Poznańskiego.
14 stycznia Komisariat NRL podjął akcję dyplomatyczną za pośrednictwem KNP w Paryżu (na czele z przewodniczącym Romanem Dmowskim) oraz premiera Ignacego Paderewskiego, który stanął na czele rządu w Warszawie, o pomoc w zawarciu rozejmu. Akcja doprowadza do zawieszenia broni. Niemcy nie miały dość sił, by wzmocnić wojnę z państwami Ententy, a Marszałek Foch rozciągnął warunki rozejmu z 11 listopada 1918 r. na front wielkopolski. 16 lutego 1919 r. przerwano walki. Obszar wyzwolony znalazł się pod kontrolą NRL i armii powstańczej. O jego losach zadecydować miał jednak ostatecznie traktat pokojowy z Niemcami. Sprawę negocjacji o polskie granice zachodnie Piłsudski pozostawił Narodowej Demokracji i premierowi Ignacemu Paderewskiemu.
Powstańcy z placówki w Zatomiu Starym stoczyli bój o sąsiednią wieś Zatom Nowy; podczas walki dwóch Polaków dostało się do niemieckiej niewoli, a jeden został ranny. Następnego dnia miała miejsce nieudana próba odbicia Szamocina, Polacy zajęli Kargowę i Babimost.
W połowie miesiąca NRL rozpoczęła wydawanie „Tygodnika Urzędowego Naczelnej Rady Ludowej”. Pierwszy numer ukazał się 16 stycznia. W tym samym czasie, w nowo utworzonym rządzie Ignacego Paderewskiego zasiadło dwóch Wielkopolan: Józef Englich jako minister skarbu oraz Kazimierz Hącia jako minister przemysłu i handlu.
Tymczasem władze stwierdziły konieczność zwiększenia liczebności oddziałów powstańczych, stąd 17 stycznia ogłoszono pobór do Armii Wielkopolskiej – objął on roczniki: 1897, 1898 i 1899. Następnego dnia dokonano podziału frontu na kilka odcinków: północny, zachodni, południowo-zachodni („Grupa Leszno”) i południowy. Zadbano także o kwestie ekonomiczne – 20 stycznia 1919 wprowadzono zakaz przekazywania pieniędzy do banków w Rzeszy leżących poza linią frontu.
18 stycznia 1919 roku rozpoczęły się obrady konferencji pokojowej. Jednym z reprezentantów Polaków był tam Roman Dmowski, który wygłosił słynne przemówienie, w którym poruszył m.in. kwestię ziem zaboru pruskiego. Dmowski mówił:

W obecnej chwili Niemcy zachowują janusowe, podwójne oblicze: na zachodzie mówią o pokoju, a na wschodzie przygotowują wojnę. Wojsko na froncie zachodnim uznaje swoją porażkę, ale oddziały, które są skoncentrowane na froncie wschodnim, marzą jeszcze o podbojach; zdają sobie doskonale sprawę z tego, co utraciły na zachodzie, ale chcą utrzymać – a jeśli to możliwe – pójść dalej na wschód, aby zabezpieczyć sobie penetrację Rosji.

 Na zakończenie swego wystąpienia lider narodowej demokracji został zapytany o żądania rządu polskiego względem zaboru pruskiego. Odpowiedział, że Polacy pragną jedynie uzyskać od Niemców zapewnienie wstrzymania wszelkich działań zbrojnych na terenie Wielkopolski.
21 stycznia NRL ustaliła rotę przysięgi Armii Wielkopolskiej. Z tego powodu pojawił się konflikt pomiędzy Radą a szefem sztabu, piłsudczykiem Stachiewiczem. W sytuacji, gdy przedstawiciele Wielkopolski zasiadali w rządzie w Warszawie, a Trąmpczyński miał zostać marszałkiem Sejmu Ustawodawczego, NRL wciąż obstawała przy formalnej przynależności ziem wielkopolskich do Prus. Tekst przysięgi zobowiązywał więc żołnierzy do wierności Radzie, a nie władzom warszawskim. Konflikt z Dowborem-Muśnickim doprowadził do rezygnacji Stachiewicza z zajmowanego stanowiska. Zastąpił go pułkownik Władysław Anders. Wkrótce potem oficerowie-piłsudczycy zostali usunięci z najwyższych stanowisk dowódczych w Armii Wielkopolskiej. Jednocześnie do Paryża przesłano sprostowanie fałszywych informacji rozpowszechnianych przez władze w Berlinie na temat stosowania przez powstańców terroru wobec ludności cywilnej. Żądano przysłania misji alianckiej, wskazując na możliwość udziału Armii Wielkopolskiej w walkach z bolszewizmem. W prasie zagranicznej ukazały się liczne artykuły o sytuacji w Wielkopolsce.
Tymczasem 22 stycznia na froncie północnym powstańcy utracili Potulice, a na froncie południowym miała miejsce zwycięska bitwa pod Robaczyskiem. Tego samego dnia Joseph Noulens został wyznaczony przez Radę Najwyższą Państw Koalicyjnych na szefa mającej przybyć do Polski misji. 23 stycznia powstańcy skutecznie bronili się w Miejskiej Górce.
Na froncie zachodnim powstańcy 25 stycznia zdobyli Babimost i Kargową. Jednocześnie wstrzymano wszystkie połączenia pomiędzy Wielkopolską i Rzeszą. Polskie władze doprowadziły także do ostatecznego zniesienia wszelkich pruskich ograniczeń dotyczących języka polskiego w szkolnictwie.

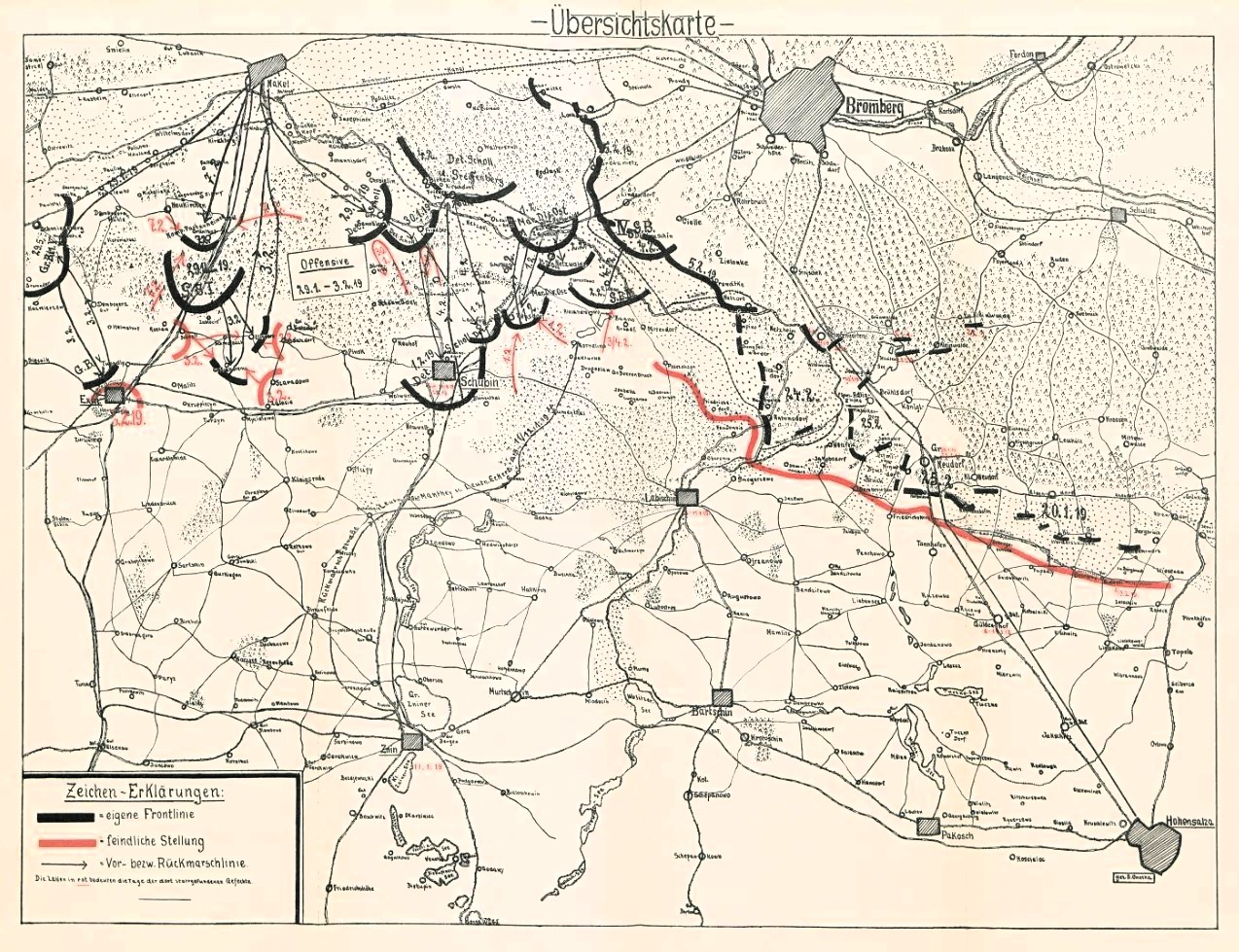
Niemiecka „Ofensywa maślana” w rejonie Bydgoszczy.

26 stycznia 1919 żołnierze Armii Wielkopolskiej, wraz z gen. Dowborem-Muśnickim, złożyli uroczystą przysięgę na placu Wilhelmowskim, przemianowanym wówczas na plac Wolności w Poznaniu. Nazajutrz ruszyła jednak niemiecka ofensywa w rejonie Bydgoszczy i Nakła. Miała miejsce bitwa pod Rynarzewem, Niemcy zajęli Szubin. Następnego dnia, 29 stycznia 1919 roku, Roman Dmowski wygłosił na posiedzeniu Najwyższej Rady Państw Koalicyjnych przemówienie, w którym uzasadnia prawa Polski do ziem zaboru pruskiego, oskarżając kolejny raz Niemców o dwulicowość. Tymczasem w Wielkopolsce, w dniach 1–2 lutego toczyły się bardzo ciężkie walki o Szubin, Łabiszyn i Rynarzewo.
Z powodu przedłużających się krwawych walk, obie strony postanowiły ponownie rozpocząć rokowania. 2 lutego miał miejsce początek rozmów polsko-niemieckich w Berlinie. Jednocześnie 3 lutego załamała się niemiecka ofensywa na froncie północnym. Polacy kontratakiem odrzucili wroga za Noteć. Odbito Rynarzewo, a powstańcy odnieśli zwycięstwo w bitwie pod Kcynią. Tam Niemcy zostali rozbici pomimo wsparcia artyleryjskiego i wykorzystania w walce pociągu pancernego. Powstańcy zdobyli dużą ilość broni. Wielu Niemców poległo – ci, którym udało się przeżyć, wspominali później o „rzezi pod Kcynią”. Zwycięstwo w tej bitwie pozwoliło na osiągnięcie linii rzeki Noteci – co oznaczało przywrócenie linii frontu sprzed podjęcia przez Niemców ofensywy. Wrogowi udało się jednak zająć Chodzież i Margonin, a na froncie południowym Polacy po krwawej bitwie utracili Zduny.
4 lutego Polacy odbili Szubin. Miały też miejsce walki na froncie południowym w okolicach Rawicza – obie strony poniosły znaczne straty, a powstańcom nie udało się zdobyć miasta (popełniono poważne błędy w wyborze strategii i przygotowaniu akcji). W tym samym dniu rozpoczęły się rozmowy przedstawicieli rządu warszawskiego z Komisariatem NRL w sprawie reprezentacji zaboru pruskiego w Sejmie Ustawodawczym.
Tymczasem 5 lutego rozmowy w Berlinie skończyły się fiaskiem. Strona polska odrzuciła niemieckie warunki, nakazujące rozwiązanie Armii Wielkopolskiej, uznanie suwerennych praw Niemiec do Wielkopolski i zapłacenie przez stronę polską odszkodowania za szkody powstałe podczas walk. Pomimo zerwania rozmów zaznaczono jednak, że obie strony gotowe są do pertraktacji pokojowych. Tego samego dnia powstańcy próbowali ponownie zdobyć Rawicz, lecz i tym razem zakończyło się to niepowodzeniem (zdobyto tylko kilka wsi położonych niedaleko miasta).
6 lutego 1919 zakończyły się rozmowy w sprawie reprezentacji zaboru pruskiego w Sejmie Ustawodawczym. Biorąc pod uwagę to, że Wielkopolska, Kujawy oraz Śląsk i Pomorze były nadal formalnie częścią Rzeszy, aby uniknąć reperkusji międzynarodowych, zrezygnowano z przeprowadzenia planowanych wyborów. Miały one wyłonić 126 posłów, dając prawo udziału w obradach 16 polskim reprezentantom w Reichstagu. Nazajutrz miały miejsce ciężkie walki o Kolno, które wielokrotnie było tracone i odbijane. Jednocześnie Komisariat NRL mianował 122 byłych podoficerów cesarskiej armii niemieckiej na stopień podporucznika, a Naczelnik Państwa Józef Piłsudski wydał dekret oficjalnie dopuszczający 16 przedstawicieli zaboru pruskiego do obrad w Sejmie Ustawodawczym. Na drugim posiedzeniu Sejmu 14 lutego Wojciech Trąmpczyński z Wielkopolski został wybrany marszałkiem.
9 lutego udało się zatrzymać niemiecką ofensywę na wschód od Trzciela, a 10 lutego także powstrzymanie ataku wroga pod Rawiczem. W tym samym dniu miała miejsce wyjątkowo krwawa bitwa o Słupię. Następnego dnia Komisariat NRL rozwiązał wszystkie rady miejskie, ustalając termin wyborów do nowych samorządów na 25 marca. Miało to służyć całkowitej polonizacji administracji wielkopolskiej.
Ataki wroga nie osłabły jednak i 12 lutego Niemcy wsparci przez pociągi pancerne zdobyli Kargowę i Babimost. Ich natarcie zostało zatrzymane pod Kopanicą. 13 lutego pod Kopanicą Niemcy użyli gazów bojowych. Na 14 lutego datowany jest początek rozmów o przedłużeniu rozejmu kończącego I wojnę światową z 11 listopada 1918. Niemcy sprzeciwili się objęciu nim również frontu wielkopolskiego, jednak pod naciskiem Francji wyrazili ostatecznie zgodę. Jednocześnie podjęli szeroko zakrojone działania mające na celu dużą ofensywę na terenach działań zbrojnych – m.in. Niemieckie Naczelne Dowództwo zostało przeniesione do Kołobrzegu (wówczas Kolberg) w ramach przygotowań do skierowania wszystkich dostępnych sił przeciwko Wielkopolsce.

W tym samym czasie niemiecki minister spraw zagranicznych hrabia Ulrich von Brockdorff-Rantzau przedstawił na forum Zgromadzenia Narodowego Rzeszy w Weimarze cele polityczne polityki zagranicznej państwa niemieckiego. Ton jego wypowiedzi świadczył o tym, że stanowisko jego rządu pod naciskiem części państw alianckich, zmienia się: 

Oświadczyliśmy, że zgadzamy się, by wszystkie niewątpliwie polskie obszary naszej Rzeszy powiązały się z państwem polskim. Przyrzeczenia tego chcemy dotrzymać. Jednak to, które obszary podpadają pod 13 punkt programu Wilsona, jest sporne. Zdecydować o tym może czynnik bezstronny: dokąd to nie nastąpi, obszary te należą do Rzeszy.

16 lutego 1919 w Trewirze o godzinie 18.00 został podpisany kolejny układ przedłużający rozejm między państwami Ententy a Niemcami, który objął również front wielkopolski. Takie rozwiązanie postulował francuski marszałek Ferdinand Foch. Jednocześnie Armia Wielkopolska została uznana za wojsko sprzymierzone. Fragment układu: 

(…) Niemcy powinni niezwłocznie zaprzestać wszelkich działań ofensywnych przeciwko Polakom w Poznańskiem i we wszystkich innych okręgach. W tym celu zabrania się wojskom niemieckim przekraczania następującej linii: dawna granica Prus Wschodnich i Prus Zachodnich z Rosją aż do Dąbrowy Biskupiej, następnie zaczynając od tego punktu linii na zachód od Dąbrowy Biskupiej, na zachód od Nowej Wsi Wielkiej, na południe od Brzozy, na północ od Szubina, na północ od Kcyni, na południe od Szamocina, na południe od Chodzieży, na północ od Czarnkowa, na zachód od Miał, na zachód od Międzychodu, na zachód od Zbąszynia, na zachód od Wolsztyna, na północ od Leszna, na północ od Rawicza, na południe od Krotoszyna, na zachód od Odolanowa, na zachód od Ostrzeszowa, na północ od Wieruszowa, a następnie aż do granicy śląskiej.

### Między rozejmem a zjednoczeniem

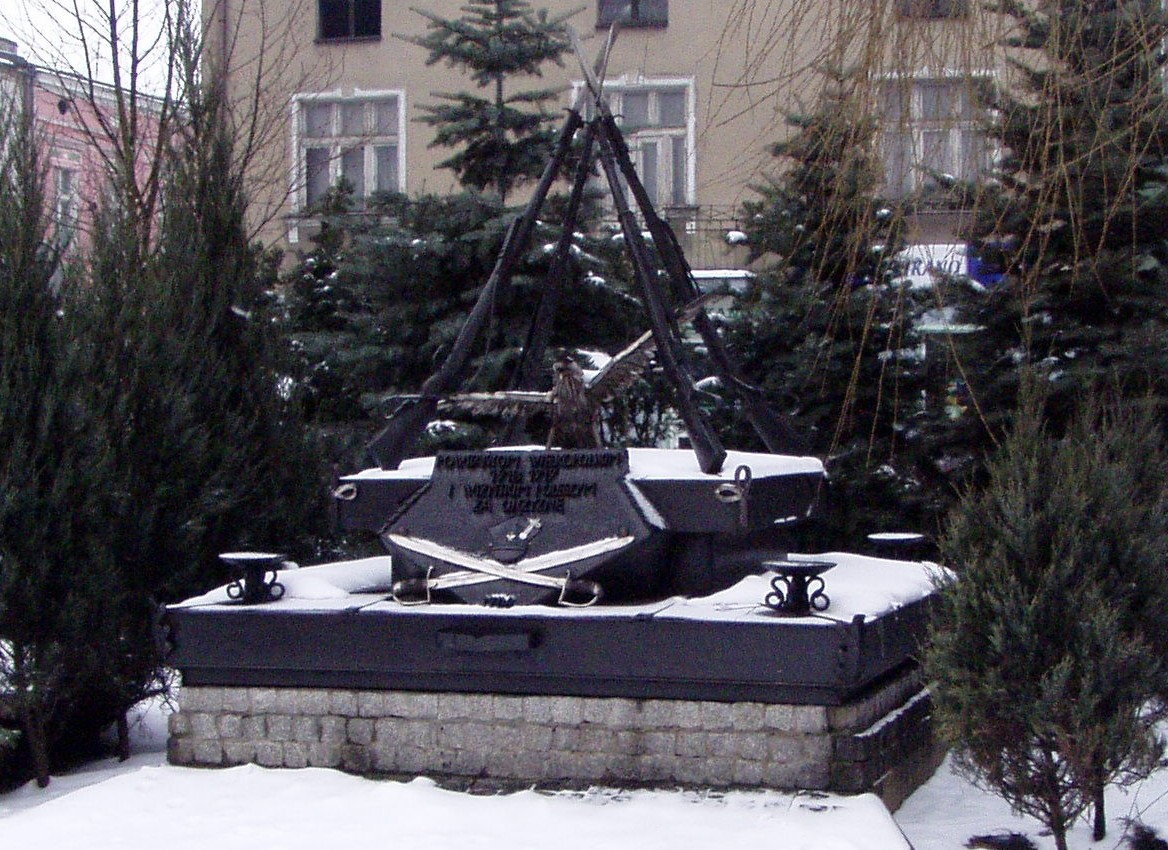
Pomnik powstańców wielkopolskich na rynku w Pobiedziskach

Podpisanie rozejmu nie oznaczało automatycznego zaprzestania wszelkich działań zbrojnych. Nie zostało określone, kiedy układ wchodzi w życie, a Niemcy – wbrew postanowieniom rozejmu – zatrzymali tereny ciągnące się od Miałów na północy, poprzez Międzychód i Zbąszyń na południu. 18 lutego 1919 doszło do potyczki pod Rynarzewem. Polacy zdobyli wówczas pociąg pancerny.
W celu nadzorowania przestrzegania rozejmu do Poznania przybyła delegacja członków Misji Międzysojuszniczej państw alianckich, której przewodniczył Joseph Noulens. Została ona przywitana entuzjastycznie przez polskich mieszkańców stolicy Wielkopolski. 5 marca delegacja spotkała się w Krzyżu Wielkopolskim z przedstawicielami rządu niemieckiego, a następnego dnia wystosowała prośbę do generała Dowbor-Muśnickiego o wysłanie pomocy wojskowej na wschód Polski. 9 marca 1919 roku ochotnicza kompania powstańców ruszyła do Małopolski, aby wziąć udział w walkach przeciw Ukraińcom okrążającym Lwów. Od 7 do 19 marca w Poznaniu trwały trójstronne negocjacje pomiędzy stronami polską, niemiecką i przedstawicielami państw alianckich. Wkrótce jednak Niemcy zerwali rokowania i wyjechali z miasta. Noulens zapewnił wówczas Polaków o zdecydowanej reakcji wojsk francuskich na wypadek pogwałcenia rozejmu przez siły Rzeszy.
20 marca 1919 zniesiono tzw. Ostmarkenzulage – dodatek do pensji urzędników niemieckich pracujących na wschodzie, co miało zachęcić Niemców do osiedlania się w zaborze pruskim. Trzy dni później w niezwykłym pośpiechu przeprowadzono wybory do Rady Miejskiej w Poznaniu. Wzięło w nich udział tylko pięć list: polska, niemiecka, wolnych związków (SPD), żydowska i wystawiona przez PPS. Polska lista otrzymała 55 595 głosów (czyli 65,8%), a niemiecka – 23 788 (28,1%). W wyniku wyborów przedstawiciele listy polskiej obsadzili 42 miejsca w Radzie na 60 ogółem. Był to ogromny sukces Polaków, jeżeli zważyć, że w składzie poprzedniej Rady Miejskiej mieli jedynie 10 przedstawicieli. Wybory przebiegały podobnie również w mniejszych miastach Wielkopolski – ich wyniki oznaczały znaczną polonizację rad miejskich.
24 marca 1919 roku Komisariat NRL skierował do Rady Ministrów RP w Warszawie wniosek o utworzenie odrębnej administracji dla byłego zaboru pruskiego. Wojciech Korfanty nazwał ewentualne przystosowanie tych struktur do istniejących na pozostałych terenach kraju, do czego dążył rząd, „krokiem wstecz”. Ostatecznie pod naciskiem Ignacego Paderewskiego podjęto decyzję o zachowaniu przez Komisariat NRL pełni władzy na terenie byłego zaboru aż do ustalenia granicy zachodniej i przyszłej autonomii tych ziem (ostatecznie otrzymał ją jedynie Górny Śląsk). Komisariat NRL rozbudował również Armię Wielkopolską, powołując roczniki 1891, 1892, 1893, 1894 i 1901.
5 kwietnia Sejm Ustawodawczy uchwalił ustawę zarządzającą wybory uzupełniające w byłej Prowincji Poznańskiej na 1 czerwca. Dokument określał, że w ich wyniku obsadzone miały być 42 mandaty.
9 kwietnia Komisariat NRL zarządził ośmiogodzinny dzień pracy w przemyśle i handlu.
10 kwietnia 1919 Komisariat NRL wydał rozporządzenie o usunięciu niemieckojęzycznych napisów na urzędach, dworcach kolejowych i zmianie nazw ulic na polskie. Karą za złamanie przepisu były dwa lata więzienia i grzywna 10 000 marek polskich. 16 kwietnia NRL postanowiła natomiast, że 3 maja będzie obchodzone jako święto państwowe.

Obszar Wielkiego Księstwa Poznańskiego z zaznaczonymi uregulowaniami terytorialnymi po rozejmie w Trewirze i granicami województwa poznańskiego po traktacie wersalskim

W tym czasie generał Dowbor-Muśnicki zajął się przede wszystkim rozbudową Armii Wielkopolskiej. 3 maja jej część wzięła udział w defiladzie, która odbyła się na podpoznańskim lotnisku Ławica. Siły wielkopolskie liczyły sobie już wówczas ok. 70 tys. żołnierzy, wchodzących w skład 12 pułków strzeleckich, 2 brygad kawalerii, 3 pułków artylerii, 4 dywizjonów lotniczych, pododdziału łączności i saperów oraz służby sanitarnej.
7 maja 1919 roku Wojciech Korfanty zgłosił w Sejmie wniosek, w którym postulował przeprowadzenie ujednolicenia armii narodowej. Siły polskie w byłym Królestwie Polskim i Galicji podlegały Józefowi Piłsudskiemu. Armia w Wielkopolsce – generałowi Dowbor-Muśnickiemu. 7 maja miało również miejsce rozpoczęcie działalności przez Wszechnicę Piastowską.
15 maja język polski stał się jedynym językiem urzędowym, podczas gdy język niemiecki pozostał językiem pomocniczym. Jednocześnie braki w kadrze urzędniczej sprawiły, że język niemiecki utrzymał się jako język urzędowy w sądownictwie do 1920 roku.
17 maja 1919 r. Niemcy złożyły w Paryżu protest przeciw wręczonym im warunkom pokoju i rozwiązaniu problemu granicy polsko-niemieckiej. Jednocześnie czyniły przygotowania do przeprowadzenia faktów dokonanych w Polsce przez uderzenie z Pomorza Gdańskiego i rejonu Wrocławia, gromadząc tam poważne siły. Polska zmuszona była ściągnąć ze wschodu dwie dywizje hallerowskie i zorganizować Fronty Południowo-Zachodni z gen. Józefem Hallerem, Wielkopolski – pod dowództwem gen. Józefa Dowbora-Muśnickiego i Północny pod dowództwem francuskim. 16 czerwca postawiono Niemcom ultimatum: albo podpisanie projektu pokojowego (w którym wprowadzono na korzyść Niemiec poprawki), albo wznowienie działań wojennych na zachodzie. Polska została zmuszona do zaakceptowania dodatkowego traktatu z mocarstwami sprzymierzonymi o ochronie praw mniejszości narodowych (tak zwany „mały traktat wersalski, który musiały podpisać państwa nowo utworzone).
24 maja konieczność wprowadzenia jednolitego dowództwa zauważył gen. Dowbor-Muśnicki, który pisał do Komisariatu NRL:

Ze względu na ogólną sytuację wojskową i grożące niebezpieczeństwo rozszerzenia się walki z Niemcami na całą granicę polsko-niemiecką uważam za wskazane ześrodkowanie w jednym ręku dowództwa nad całym ewentualnym frontem zachodnim i wnoszę do Komisariatu NRL o poczynienie odpowiednich w tym kierunku kroków.

 Dowbor-Muśnicki myślał o sobie, jako o dowódcy całości sił polskich na froncie zachodnim. Jednak 25 maja 1919 Armia Wielkopolska została podporządkowana Naczelnemu Dowództwu WP, przy zachowaniu jej odrębnej organizacji. Natomiast 30 maja 1919 roku przekształcono Straż Ludową w Wojska Obrony Krajowej.
1 czerwca 1919 na terenie Wielkopolski odbyły się wybory uzupełniające do Sejmu Ustawodawczego. Miały one miejsce, ponieważ Sejm odrzucił propozycję Korfantego, aby izba dokooptowała do swego składu 71 członków NRL. Wielkie Księstwo Poznańskie zostało podzielone na cztery okręgi wyborcze: mogileński (z którego wybrano 10 posłów), gnieźnieński (11 posłów), poznański (12 posłów) i ostrowski (9 posłów). Wybory przeprowadzono tylko w trzech okręgach – w okręgu mogileńskim było to niemożliwe z powodu pozostawania najważniejszych instytucji w rękach niemieckich. Zwycięstwo odniosła prawica, a dokładniej wspólna lista ugrupowań o tej orientacji ideowej, o nazwie Zjednoczenie Stronnictw Narodowych. Otrzymała ona aż 97% głosów, zapewniając sobie tym samym wszystkie 42 miejsca w Sejmie Ustawodawczym przeznaczone dla Wielkopolan.
Zawarcie rozejmu nie przerwało koncentracji wojsk niemieckich, szykujących się do kontrataku. Bardzo trudna stała się sytuacja osób narodowości polskiej zamieszkałej na terenach kontrolowanych przez Niemców. Narastające zagrożenie niemiecką kontrofensywą sprawiło, że Komisariat NRL wprowadził 5 czerwca na terenie wszystkich podległych mu ziem stan wyjątkowy. W pasie 20 km od linii frontu władze cywilne zostały podporządkowane wojskowym, a kilka dni później wprowadzono karę śmierci za działanie na szkodę Armii Wielkopolskiej lub na korzyść armii niemieckiej. Internowano też część zamieszkałych na terenie Wielkopolski mężczyzn narodowości niemieckiej. Pomimo tego, 6 czerwca miały miejsce starcia koło Bydgoszczy, a 18 czerwca – potyczki pod Rynarzewem.
28 czerwca 1919 odbyła się oficjalna ceremonia podpisania traktatu wersalskiego. Przyznał on Polsce większość pruskiej części Wielkopolski, z wyjątkiem:
- włączonego po zaborach w granice Nowej Marchii miasta Czarnomyśla (ob. Trzemeszna Lubuskiego),
- położonych na zachodnich obrzeżach dawnego Wielkiego Księstwa Poznańskiego miast: Piły, Trzcianki, Krzyża, Radolina, Międzyrzecza, Trzciela, Skwierzyny, Bledzewa, Pszczewa, Brójec, Babimostu, Kargowej i Wschowy,
- włączonych do Prus Zachodnich miast Krajny: Wałcza, Człopy, Wielenia, Złotowa, Jastrowia, Lędyczka, Krajenki, Mirosławca, Debrzna i Tuczna,
- włączonego po zaborach do Pomorza (Zachodniego) miasta dawnego starostwa drahimskiego: Czaplinka.

Ponadto do Polski włączono przylegające drobne fragmenty prowincji śląskiej w rejonie Rawicza i Ostrzeszowa. Tereny zajęte przez powstańców zostały włączone w skład państwa polskiego. Stąd 1 lipca Komisariat NRL mógł oficjalnie znieść granicę celną z byłym Królestwem Polskim. W skład Polski włączono również miasta, których Polakom nie udało się zdobyć: Leszno, Kępno, Rawicz i Zbąszyń. W tym czasie miał miejsce duży odpływ ludności niemieckiej z terenów Wielkopolski – przykładowo tzw. Związek Uchodźców z Poznania wiosną 1919 roku liczył ok. 30 tys. osób. Byli to najczęściej członkowie rodzin urzędników niemieckich i żołnierzy. Ich miejsce zajmowali m.in. polscy robotnicy, przybywający z Nadrenii-Westfalii i z Galicji.
9 lipca zniesiono stan wyjątkowy, poza strefą przyfrontową. Jednocześnie pojawił się problem kształtu ustroju ziem byłego zaboru pruskiego – 10 lipca 1919 miały miejsce obrady rządu RP z udziałem całego Komisariatu NRL, na których zagadnienie to poddano pod dyskusję. Ostatecznie podjęto decyzję o utworzeniu Ministerstwa Byłej Dzielnicy Pruskiej. 1 sierpnia Sejm Ustawodawczy przegłosował ustawę „O tymczasowej organizacji zarządu byłej dzielnicy pruskiej” tworzącą Ministerstwo Byłej Dzielnicy Pruskiej i określającą proces stopniowej unifikacji Wielkopolski z resztą kraju. Ustawa weszła w życie 12 sierpnia 1919 roku. Ministrem Byłej Dzielnicy Pruskiej został Władysław Seyda. W związku z rozpoczęciem procesu scalania Wielkopolski z resztą państwa polskiego, 19 sierpnia doszło do rozwiązania NRL, a 6 listopada podobny los spotkał Komisariat NRL. 28 sierpnia natomiast Naczelne Dowództwo Wojska Polskiego wydało rozkaz dzienny nr 216, włączający Armię Wielkopolską w struktury WP i tworzący w Poznaniu Dowództwo Okręgu Korpusu VII.
Postanowienia traktatu wersalskiego weszły w życie dopiero 10 stycznia 1920 roku. Na ich mocy oddziały z Wielkopolski przejęły pozostające w rękach niemieckich przyznane Polsce fragmenty Wielkopolski i Pomorza. Rozkaz o rozpoczęciu takich działań został wydany przez dowództwo Frontu Wielkopolskiego 13 stycznia, a cała akcja zaczęła się 17 stycznia. Front Wielkopolski został ostatecznie zlikwidowany w marcu 1920 roku.

## Krótkie podsumowanie
Powstanie wielkopolskie wybuchło spontanicznie, jako wyraz dążeń ludności polskiej do własnego państwa i sprzeciw wobec nasilającej się presji germanizacyjnej. Bezpośrednim powodem było prowokacyjne zachowanie się żołnierzy niemieckich w Poznaniu. Walki w Poznaniu i w całej Wielkopolsce wybuchały chaotycznie, bez uprzedniego planu. Powstańcy odznaczali się wielką odwagą, wręcz brawurą. Byli zwykle słabiej uzbrojeni od Niemców i słabiej wyszkoleni oraz nie posiadali dowództwa. Z drugiej strony żołnierze niemieccy byli w znacznej mierze zdemoralizowani, nie widzieli celu prowadzenia walk, a brak łączności z dowództwem i Rzeszą prowadził do ich dezorientacji.
Początkowo taktyka powstańców polegała na okrążeniu przeciwnika i szybkim ataku z zaskoczenia, zwykle ze wszystkich stron. Niektóre garnizony niemieckie po kilku strzałach zaczynały rozmowy o zawieszeniu broni. W wielu miejscowościach żołnierze niemieccy opuszczali swoje koszary z bronią, albo bez broni i odjeżdżali w głąb Niemiec. Polacy zdobywali w ten sposób uzbrojenie, w tym ciężkie karabiny maszynowe i artylerię, których początkowo nie mieli, oraz amunicję. Powstańcy na początku starali się zająć dworce kolejowe oraz centrale telefoniczne i telegraficzne, aby przerwać łączność nieprzyjaciela. Duże znaczenie miał wysiłek polskich kolejarzy, którzy sabotowali transporty wojsk niemieckich.
Komisariat NRL początkowo próbował wymusić zaprzestanie walk, licząc na dyplomatyczne rozstrzygnięcie sytuacji na konferencji w Wersalu. Władze cywilne zdawały sobie sprawę, że rząd polski nie ma możliwości przyjść im z realną pomocą. Poza tym postrzegali oni naczelnika państwa polskiego i naczelnego wodza jako socjalistę. Piłsudski z kolei nie miał pełnego zaufania do Wielkopolan będących w większości zwolennikami prawicy, w tym Narodowej Demokracji. On również czekał na pozytywne rozstrzygnięcie w Wersalu. Również władze niemieckie w początkowym okresie nie dążyły zbyt energicznie do zduszenia powstania siłą.
W późniejszym okresie powstańcy zaczęli formować regularne oddziały wojskowe i przyjmowali taktykę stosowaną w innych armiach, w tym planowanie i koordynację działań, z czym początkowo było bardzo trudno. Pomogli w tym przysłani zza kordonu oficerowie, głównie z dawnej armii carskiej. Z kolei władze niemieckie, zarówno cywilne, a przede wszystkim wojskowe, widząc sukcesy powstańców i przychylność dla ich działań marszałka Focha, próbowali coraz mocniej dążyć do rozstrzygnięć militarnych. Wtedy też walki stały się bardziej krwawe.

## Losy powstańców po powstaniu

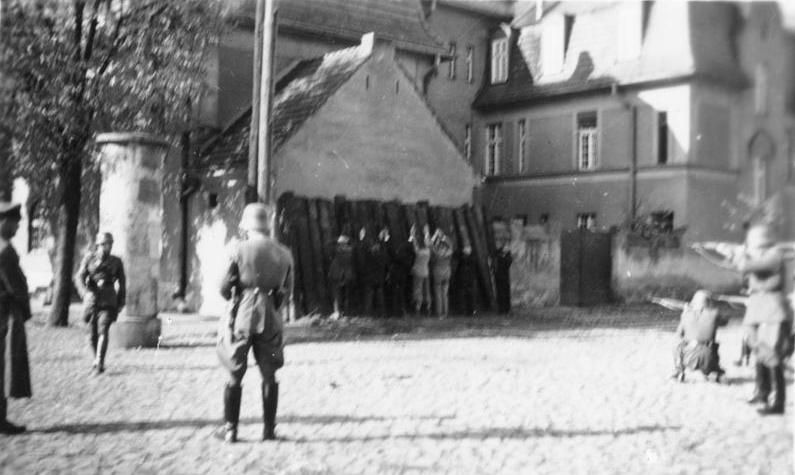
Egzekucja powstańców wielkopolskich: Kazimierza Finkego, Ksawerego Lehmanna, Wojciecha Niemira oraz Józefa Sterna w Kórniku 20 października 1939

Po zakończeniu powstania weterani utworzyli w 1920 roku w Poznaniu Związek Powstańców Wielkopolskich.
Pod niemiecką okupacją zginęło wielu powstańców wielkopolskich. Ich nazwiska umieszczane były na liście proskrypcyjnej wrogów III Rzeszy – Sonderfahndungsbuch Polen. Po wybuchu II wojny światowej niemieckie oddziały Einsatzgruppen w ramach akcji eksterminacyjnej Intelligenzaktion wyszukiwały uczestników powstania i przeprowadzały ich publiczne egzekucje.
Po zakończeniu wojny organizacja weteranów powstania w 1946 roku została reaktywowana pod nazwą Związek Weteranów Powstań Wielkopolskich. W 1949 roku weszła w skład ZBoWiD.
24 marca 2005 roku, w wieku 106 lat, zmarł ostatni powstaniec wielkopolski, porucznik Jan Rzepa.

## Oznaczenia stopni wojskowych powstańców wielkopolskich

Szeregowiec armii wielkopolskiej
Starszy szeregowiec armii wielkopolskiej
Kapral armii wielkopolskiej
Plutonowy armii wielkopolskiej
Sierżant armii wielkopolskiej
Sierżant sztabowy armii wielkopolskiej
Podporucznik armii wielkopolskiej
Porucznik armii wielkopolskiej
Kapitan armii wielkopolskiej
Podpułkownik armii wielkopolskiej

## Upamiętnienie

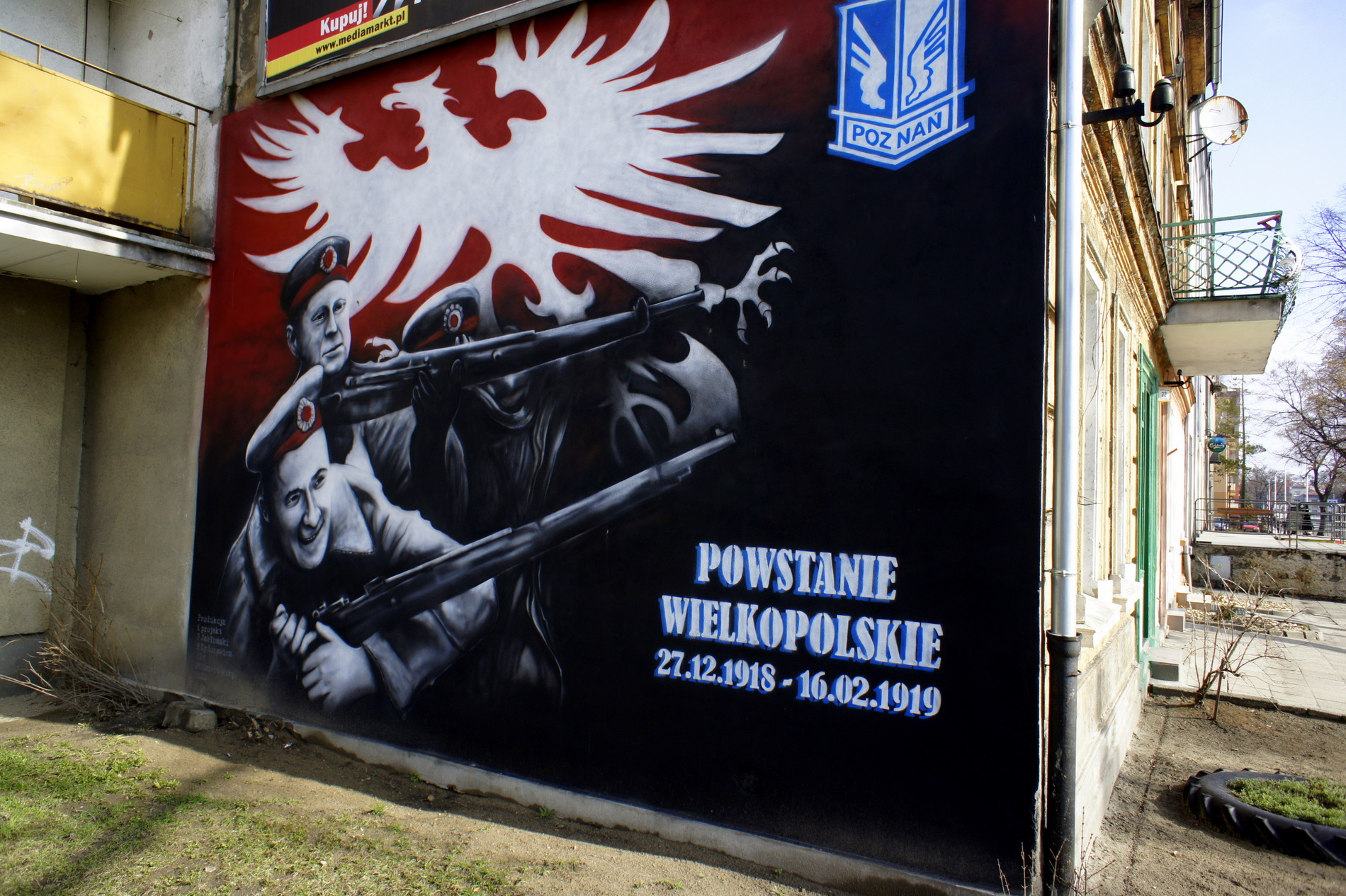
Mural na kamienicy w Ostrowie Wlkp.

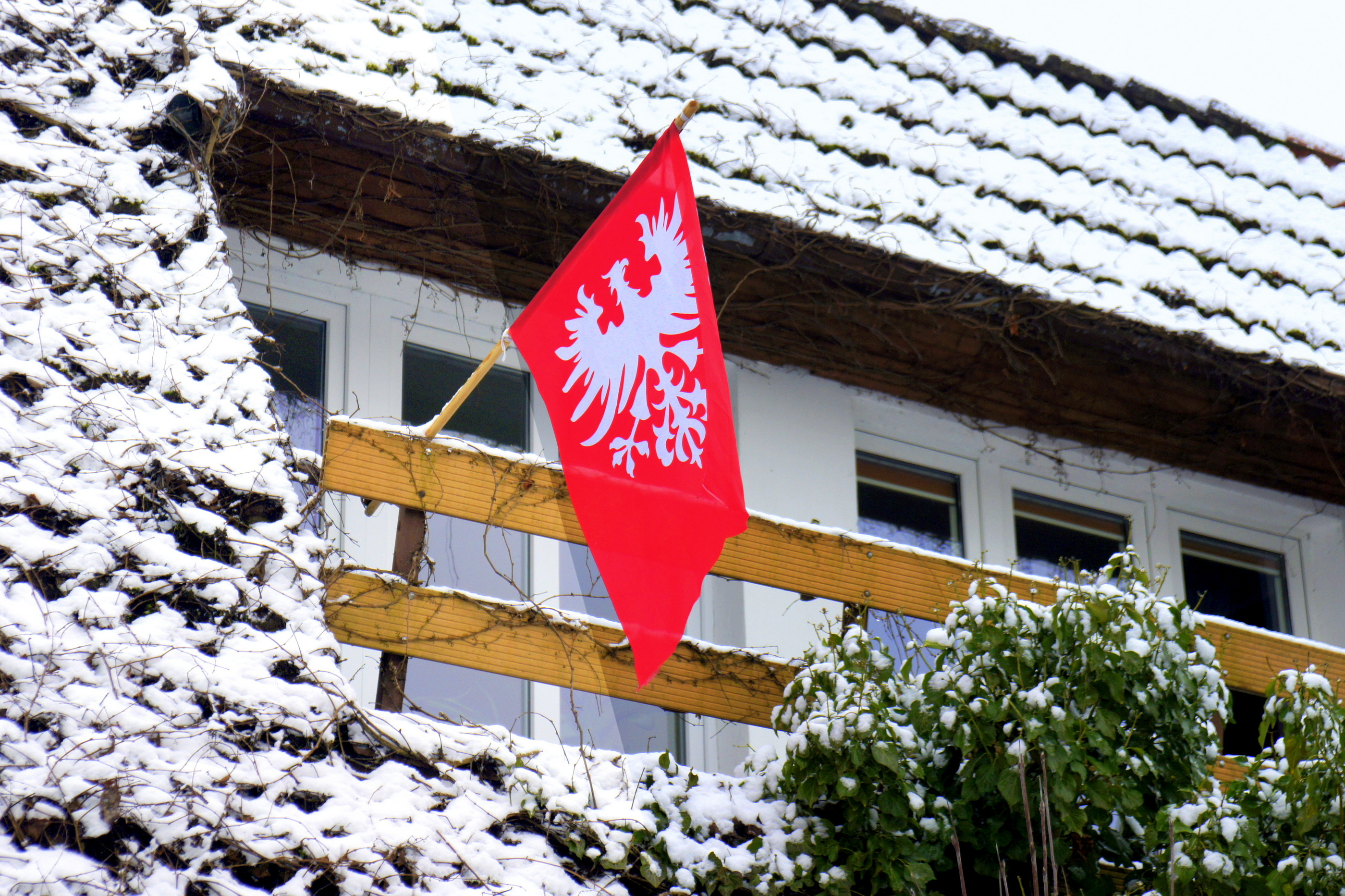
Indywidualne upamiętnienie czynu powstańczego

Chorągiew powstańcza autorstwa Bolesława Lewańskiego (projekt orła) i Kazimiery Garsteckiej (kształt chorągwi)

W okresie międzywojennym pamięć o powstaniu została wykorzystana w walce między popularną w Wielkopolsce endecją a sanacją. II Rzeczpospolita nie ustanowiła żadnego odznaczenia dla kombatantów powstania.
Walki powstania wielkopolskiego zostały po 1990 roku upamiętnione na Grobie Nieznanego Żołnierza w Warszawie napisem na jednej z tablic: „Powstanie Wielkopolskie”.
Uchwałą z 12 października 2017 Sejm RP VIII kadencji zdecydował o ustanowieniu roku 2018 Rokiem Pamięci Powstania Wielkopolskiego. Uchwałą z 7 grudnia 2017 Senat RP IX kadencji zdecydował o ustanowieniu roku 2018 Rokiem Pamięci Powstania Wielkopolskiego 1918/1919.
W 2018 roku w ramach akcji edukacyjnej „Koleje Wolności 1918–2018” przez miasta Wielkopolski przejechał zabytkowy skład ciągnięty przez zabytkowy parowóz. Na jego pokładzie rekonstruktorzy, w strojach z początku XX wieku, spotykali się z uczniami wielkopolskich szkół, przekazując im wiedzę nt. Powstania Wielkopolskiego. W akcji wzięło udział ponad 2000 dzieci.
1 października 2021 Sejm RP ustanowił Narodowy Dzień Zwycięskiego Powstania Wielkopolskiego jako święto państwowe.
11 listopada 2022 roku Szkoła Podstawowa w Żegocinie w województwie wielkopolskim w gminie Czermin otrzymała sztandar i imię powstańców wielkopolskich.
29 grudnia 2022 roku w Parku im. Powstańców Wielkopolskich w Jaraczewie w województwie wielkopolskim, w powiecie jarocińskim odsłonięto poświęcony Powstańcom pomnik.
22 stycznia 2023 roku na frontowej ścianie Zespołu Szkół Zawodowych im. W. Pileckiego w Słupcy w województwie wielkopolskim w powiecie słupeckim otwarto miejsce pamięci i mural poświęcony Powstaniu Wielkopolskiemu.

### Utwory muzyczne o powstaniu wielkopolskim
- W 1919 roku, z okazji pierwszej rocznicy wybuchu zrywu powstała Marsylianka wielkopolska – słowa napisał Stanisław Rybka (ps. „Myrius”), zaś muzykę Feliks Nowowiejski.
- W 2008 roku, na obchody 90. rocznicy powstania, poznański raper Peja w hołdzie powstańcom nagrał utwór pt. Poznańczyk.
- W 2011 roku, grupa rockowa Luxtorpeda napisała utwór pt. Za Wolność.
- W 2011 roku powstała płyta muzyczna Potrafimy Zwyciężać – Powstanie Wielkopolskie, wydana przez Fabrykę Zespołów i INC Group, na którą zostały specjalnie skomponowane utwory muzyczne o Powstaniu Wielkopolskim, przez wielkopolskie zespoły: Luxtorpeda, Marshantia Dorren, K=I=W=I, Babilon, [deleted], Erijef Massiv, Nowy Folklor Afro-Polski. Płyta została wręczona ówczesnemu prezydentowi Polski.
- W 2018 roku, z okazji obchodów 100. rocznicy powstania, na zlecenie Radia Poznań powstała Kapela Z Placu Wolności, która nagrała dwie piosenki o powstaniu wielkopolskim: „Piosenka zakochanego powstańca” i „To było tylko raz”

### Obrazy i rzeźby
W 1989 w poznańskim Muzeum Narodowym zakończono konkurs na obrazy i rzeźby związane z tematyką powstańczą. Nagrody otrzymali: Mariola Kalicka-Królczyk, Alojzy Piątkowski, Anna Rodzińska, Jerzy Sobociński (rzeźbiarze) oraz Bronisław Szlabs i Andrzej Tryzno (malarze). Jury przewodniczył Henryk Kondziela.

### Powstanie w literaturze niemieckiej
Literatura niemiecka, podążając za propagandą, uznała czyn polskich powstańców za grabież ziem niemieckich, a samych powstańców za bandy. Repatriacja Niemców poza granice Polski nazwana została wypędzeniem z ojczyzny. Główne niemieckojęzyczne dzieła poświęcone działaniom powstańczym to m.in.:
- powieść Der Rauhreif i opowiadanie  Bilder aus der deutschen Ostmark Not und Hoffnung (Joahim Ahlemann), wychwalające działalność Freikorpsów, w tym zbrodnie Gerharda Roßbacha,
- powieść Deutsche Wacht an der Weichsel (Oskar Bark), o socjaliście Klimku, który porzucił radę robotniczo-chłopską pod wpływem niemieckich wzorców,
- powieść Das Begräbnis das Hasses (Franz Herwig), która przedstawia rzekome polskie „okrucieństwa”, ale kończy się pojednaniem Polaków i Niemców, ponieważ ci pierwsi poprosili ostatecznie tych drugich, by pełnili oni w Polsce rolę powierzoną im przez Boga, tj. nauczycieli Polaków,
- opowiadania Das Wunder der Liebe, Die Flucht zum Herzen Gottes, Am Grenzbahnhoff (Franz Lüdtke), zawierające opisy rzekomych „cierpień” Niemców podczas powstania,
- autobiograficzna powieść Das Jahr der Heimat (Franz Lüdtke), traktująca o utracie wiary po zwycięstwie powstania i jej odzyskaniu w szeregach Volkshochschule der Ostmark funkcjonującej na pograniczu,
- zbiór opowiadań o szowinistycznym charakterze Heimat, süsse Heimat (Theodor Krausbauer),
- powieść Renegaten (Waldemar Damer), opowiadająca o losach dwóch braci Witkowskich z Nowego Tomyśla walczących po przeciwnych stronach,
- powieść Das wahre Gesicht (Waldemar Damer), w której bracia Zaremscy (z rodziny mieszanej) również walczą po przeciwnych stronach powstania, ale renegatami są Polacy, ponieważ każda kropla niemieckiej krwi w żyłach zobowiązuje do trwania w niemieckości,
- powieść nazistowska Umstrittene Erde (Herybert Menzl), opisująca losy junkrów niemieckich z okolic Nowego Tomyśla, rzekome „okrucieństwa” polskie i walki z powstańcami,
- powieść Sünde wider das Blut (Fritz Bubendey), pokazująca małżeństwo mieszane z Polakami, jako grzech przeciwko krwi,
- powieść Der brennende Osten (Ina von Brinken), ukazująca przywódców powstania jako karierowiczów i zdrajców, którzy nosili wcześniej mundur niemiecki (bohaterka potępia swego męża, Bukowicza za popełnienie takiej „zdrady” i odsyła dzieci do Niemiec)[47].

## Filmy o powstaniu wielkopolskim
W okresie powojennym powstało kilka filmów oraz seriali o powstaniu wielkopolskim:
- W 1986 roku powstał serial telewizyjny „Republika Ostrowska” w reżyserii Zbigniewa Kuźmińskiego.
- W 1988 roku powstał film fabularny „Powrót do Polski” w reżyserii Pawła Pitery.
- W 1988 roku powstał film fabularny „Męskie sprawy” w reżyserii Jana Kidawy-Błońskiego.
- W 2003 roku, w ramach Sensacji XX wieku, Bogusław Wołoszański poświęcił powstaniu widowisko historyczne „Chwała zwycięzcom”.
- W 2008 roku powstał film dokumentalny o powstaniu wielkopolskim pt. „Zapomniane Powstanie” w reż. Krzysztofa Magowskiego.
- Z okazji 90. rocznicy wybuchu powstania wielkopolskiego Fundacja „Miejsce moje”, Nowa Telewizja Gostyń i Muzeum w Gostyniu zrealizowali film pt. „Tak rodziła się wolność”[48].
- W 2014 Łukasz Barczyk nakręcił film „Hiszpanka”, którego tłem wydarzeń są przygotowania do powstania wielkopolskiego.
- W 2020 roku powstał film dokumentalny "Zwycięstwo. Powstanie wielkopolskie 1918–1919".

### Seriale o powstaniu wielkopolskim
- serial telewizyjny z 1982 roku pt. Najdłuższa wojna nowoczesnej Europy, w reżyserii Jerzego Sztwiertni. W rolach głównych: Mariusz Benoit, Krzysztof Kolberger, Andrzej Seweryn i Jan Englert.

- serial telewizyjny z 1992 roku pt. Pogranicze w ogniu, w reżyserii Andrzeja Konica. W rolach głównych: Cezary Pazura, Olaf Lubaszenko, Janusz Bukowski i Tomasz Stockinger.